# Diptyque de Melun
Vous lisez un « article de qualité » labellisé en 2012.
Le Diptyque de Melun est un tableau votif peint vers 1452-1458, par Jean Fouquet, pour le compte d'Étienne Chevalier, trésorier du roi de France Charles VII, autrefois conservé à la collégiale Notre-Dame de Melun et aujourd'hui dispersé.
Le tableau était composé de deux panneaux, formant un diptyque, se refermant sur eux-mêmes. Le volet de droite représente une Vierge à l'Enfant allaitante entourée d'anges, tandis que le volet de gauche représente le donateur présenté par saint Étienne, son saint patron. Les panneaux étaient entourés d'un cadre de bois recouvert de velours bleu ponctué de médaillons représentant sans doute des épisodes de la vie du saint patron, ainsi que d'un autoportrait du peintre, valant signature. Dans cette huile sur bois, devenue rapidement célèbre à son époque puis redécouverte au XIXe siècle, Jean Fouquet met en œuvre à la fois les techniques les plus avancées des peintres primitifs flamands et celles des premiers artistes de la Renaissance italienne, pays qu'il a visité quelque temps auparavant.
Le diptyque est conservé dans la même église jusqu'au XVIIIe siècle avant d'être vendu sans doute dans les années 1770 et dispersé. Le volet de droite est aujourd'hui conservé au musée des beaux-arts d'Anvers, et celui de gauche est  à la Gemäldegalerie de Berlin. L'autoportrait de Jean Fouquet est conservé au musée du Louvre.

## Histoire du diptyque

### Le commanditaire

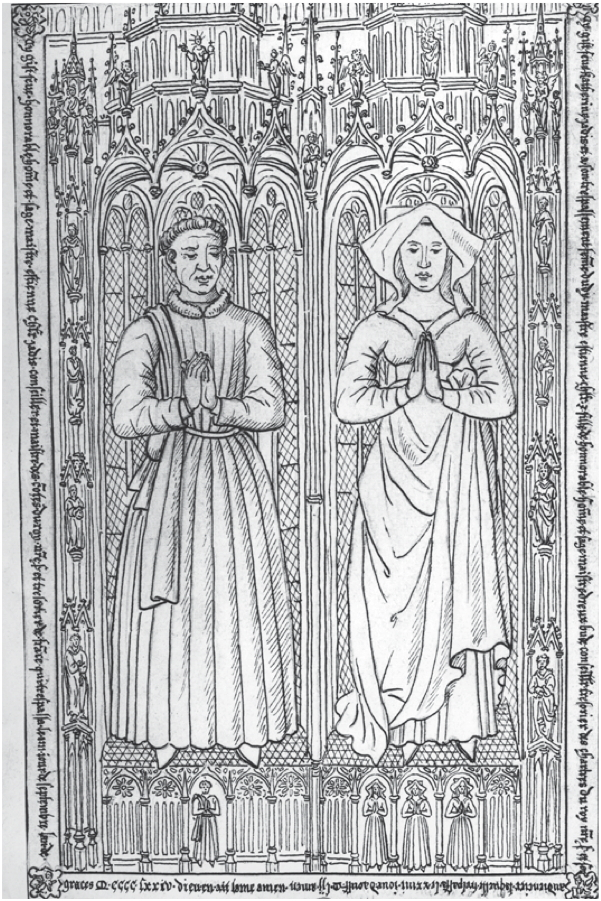
Ancienne dalle funéraire d'Étienne Chevalier et de sa femme dans la collégiale de Melun (relevé du XVII pour François Roger de Gaignières).

Étienne Chevalier est trésorier du roi de France Charles VII et membre du Conseil du roi lorsqu'il commande à Jean Fouquet la réalisation d'un tableau pour la collégiale Notre-Dame de Melun. Il s'agit de la principale église de la ville où il est sans doute né. Sa famille en est originaire et conserve à l'époque une maison dans la ville, rue de Cerclerie (actuelle rue Carnot) ; Étienne Chevalier, bien que résident à Paris, a par ailleurs acquis plusieurs seigneuries dans les environs de Melun. Le commanditaire est particulièrement attaché à cette collégiale, à laquelle il a fait don d'une statue en vermeil de la Vierge, de joyaux, de chapes en soie ainsi que d'orgues. Il y fonde une messe journalière et perpétuelle et fait réaliser sa sépulture (ainsi que celle de Catherine Budé, son épouse) dans la chapelle de la Vierge située derrière le maître-autel. Leur tombe est composée d'une dalle funéraire recouverte de cuivre, aujourd'hui disparue, les représentant avec leurs quatre enfants à leurs pieds,.
Quand Étienne Chevalier fait appel à Jean Fouquet, celui-ci a déjà travaillé pour les plus grands de son temps, notamment le pape Eugène IV et le roi Charles VII, dont il a réalisé les portraits. À la même époque, le trésorier du roi commande à Fouquet la réalisation d'un livre d'heures, connu aujourd'hui sous le nom d'Heures d'Étienne Chevalier. Cette commande est sans doute concomitante avec celle du diptyque puisque, comme dans ce dernier, sa femme n'y est pas représentée. Il est démembré lui aussi, mais le musée Condé à Chantilly en conserve quarante miniatures, dont deux représentent Étienne Chevalier en prière, présenté par saint Étienne, devant la Vierge en majesté allaitant l'Enfant Jésus. Enfin, un autre membre de la famille d'Étienne Chevalier est aussi un commanditaire de Fouquet : Laurent Gyrard, gendre de Chevalier, marié à sa fille Jeanne et par ailleurs secrétaire et notaire du roi. Il est le commanditaire d'un manuscrit enluminé de Boccace, Des cas des nobles hommes et femmes (Bayerische Staatsbibliothek), ainsi que d'un petit vitrail portant son monogramme : « LG » (musée national du Moyen Âge),.

### Datation de l'œuvre

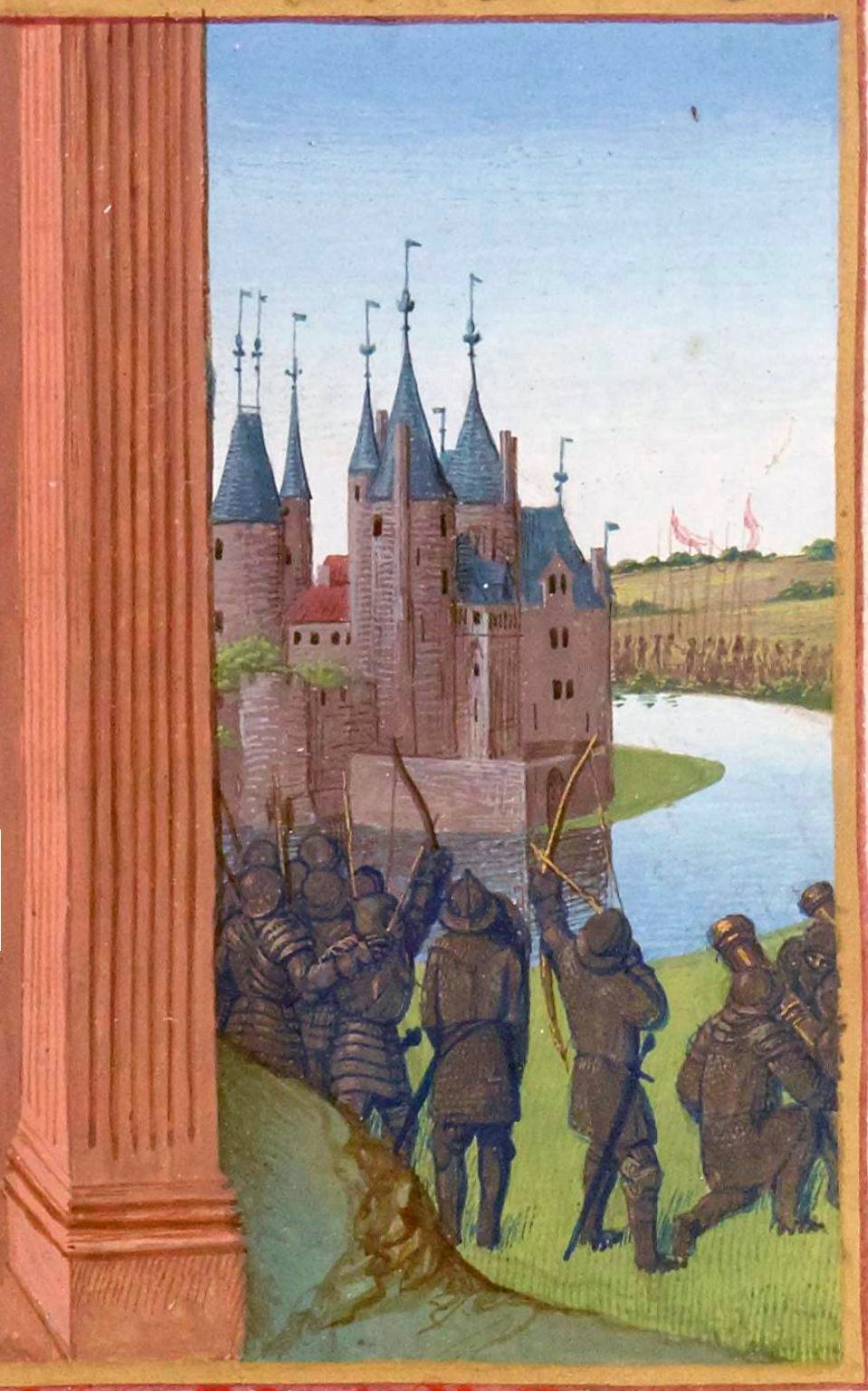
Prise de Melun en 999, Grandes Chroniques de France, f.166v. par Jean Fouquet. Représentation du château de Melun contemporaine de la réalisation du diptyque.

Le décès de sa femme, en 1452, permet de dater le début possible de la réalisation de l'œuvre, selon François Avril. En effet, elle n'y est pas représentée en donatrice, contrairement aux usages de l'époque. D'autres indices confirment cette datation des années 1450. Étienne Chevalier semble sur le panneau encore dans la force de l'âge : il a l'aspect d'un quadragénaire, contrairement à sa représentation dans les Heures, nettement postérieure, où il semble plus âgé. Or, Étienne Chevalier naquit vers 1410 : les années 1450 semblent donc bien être celles de production de l'œuvre. Les nombreux italianismes présents dans le panneau de Berlin montrent par ailleurs que le séjour de Jean Fouquet à Rome et sans doute à Florence, effectué vers 1443 et 1447, était encore de fraîche date.
Par ailleurs, une analyse dendrochronologique a été effectuée sur les deux tableaux, qui a permis d'établir que des planches provenant du même chêne ont été utilisées pour les deux panneaux, ce qui confirme une réalisation concomitante et pour le même tableau. Par ailleurs, la coupe des bois les plus anciens utilisée pour le tableau date, d'après les analyses, de 1446. Sachant que la période moyenne de séchage du bois est d'une dizaine d'années, la date de réalisation du diptyque peut être évaluée aux alentours de 1456.
Selon l'historien de l'art Claude Schaefer, la datation peut être encore affinée et portée à une date un peu plus tardive, vers 1458. Cette année-là, selon lui, Jean Fouquet séjourna à Paris car une épidémie de peste dévastait sa ville de Tours. Il réalisa alors, dans les Grandes Chroniques de France (BNF, Fr.6465) et dans le manuscrit du Boccace, des miniatures de manuscrits représentant, avec beaucoup de détails, des bâtiments parisiens qu'il devait avoir l'occasion d'observer fréquemment. Cette même année, Fouquet se déplaça sans doute à Melun, peut-être pour repérer l'emplacement du diptyque dans la collégiale : en effet, toujours dans les Grandes Chroniques, se trouve une vue très précise du château royal de Melun.

### Le diptyque à Melun

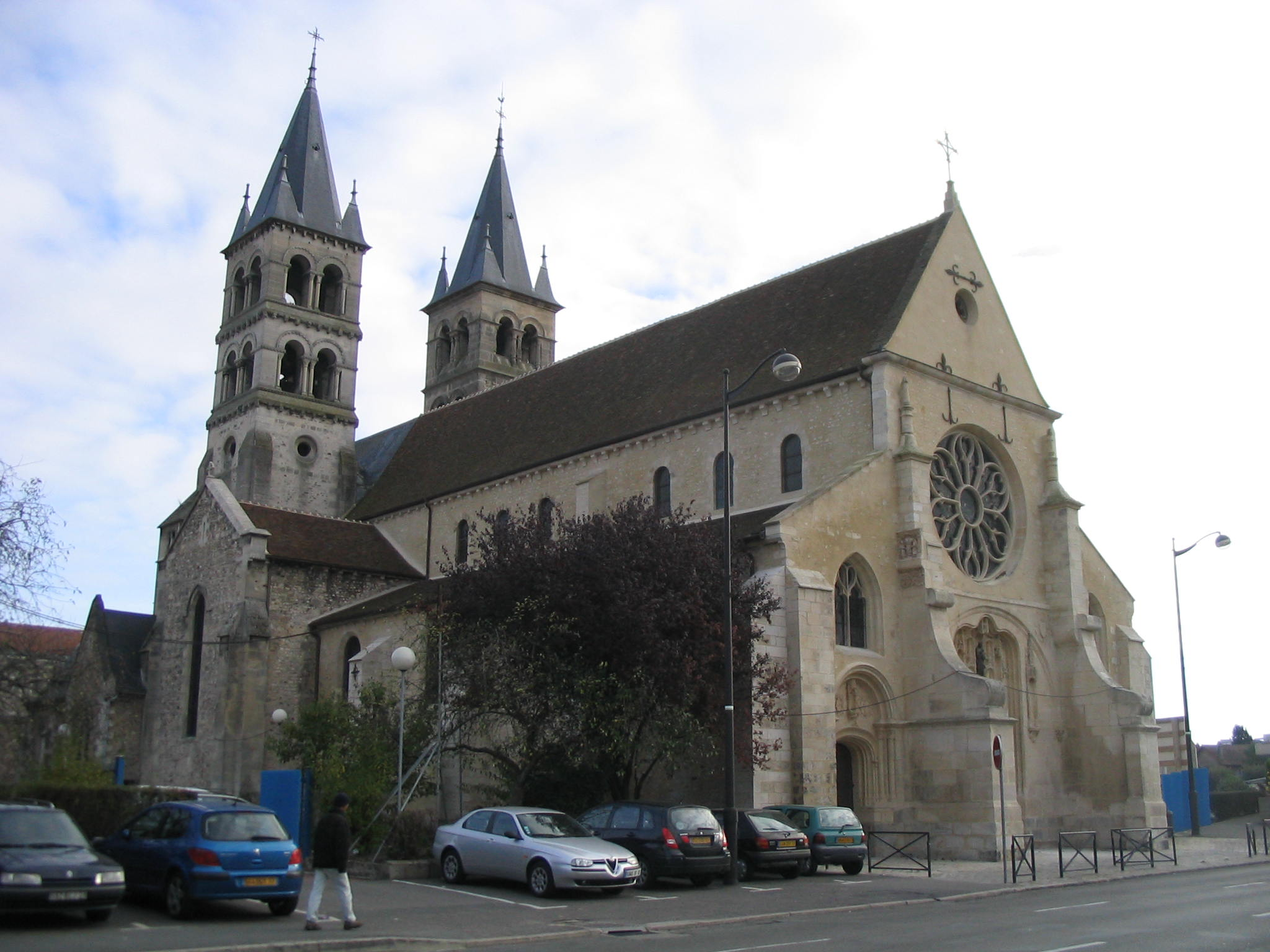
Collégiale Notre-Dame de Melun, vue actuelle depuis le nord-ouest.

Le tableau est alors placé à proximité de la sacristie de la collégiale. Il y est décrit à plusieurs reprises au cours du XVIIe siècle. Le futur Louis XIII, alors dauphin, le voit lors de sa visite de la ville le 10 mars 1608, selon le journal de son médecin, Jean Héroard, qui en donne une description. Il indique ainsi : « Il semble estre tout frais faict, pour avoir été bien conservé ».
Il est de nouveau décrit en 1661 assez précisément par l'érudit Denis Godefroy dans son Histoire de Charles VII. Celui-ci confirme qu'il s'agit bien alors d'un diptyque, et non d'un triptyque dont l'un des panneaux aurait disparu, qu'il se referme alors sur lui-même, et enfin qu'il comporte un cadre richement décoré de velours et de médaillons représentant des histoires saintes ayant déjà en partie disparu. Il est placé dans le chœur, à côté de la sacristie, à moyenne hauteur du mur, au-dessus de la sépulture du donateur. Juste en face, se trouve l'autel des morts, où une plaque de cuivre fixée rappelle la fondation perpétuelle d'une messe quotidienne par Étienne Chevalier. Le diptyque est encore conservé sur place en 1768, alors qu'il est décrit dans un manuscrit intitulé Notes pour servir à l’histoire de Melun rédigé par un érudit local appelé Martin Gauthier. Celui-ci indique qu'il est placé à cette époque au-dessus de la porte de la sacristie,. La mémoire d'Étienne Chevalier reste vivace très longtemps à Melun : au XVIIe siècle, la messe quotidienne qu'il a fondée est tellement fréquentée que l'autel des morts est trop petit pour l'accueillir et qu'elle se déroule dans la chapelle Sainte-Barbe à proximité.
En 1773, les chanoines entreprennent d'importants travaux dans leur église. Une étiquette est présente au dos du panneau d'Anvers sur laquelle il est noté : « La Ste Vierge sous les traits d’Agnès Sorel, maîtresse de Charles VII roi de France morte en 1450. Ce tableau, qui étoit dans le chœur de Notre Dame de Mehun (sic), est un vœu de Mre Etienne Chevalier un des exécuteurs testamentaires d’Agnès Sorel. 1775. Gautier avocat ». François Avril en conclut que la Vierge à l'Enfant est déjà dissociée du diptyque à cette date. Le diptyque a sans doute été vendu et démembré au cours de ces deux années, ou juste après, car les chanoines rencontrent alors des difficultés à financer les travaux entamés dans la collégiale. Sa vente aurait pu aider à engranger les fonds nécessaires,. Des copies des deux panneaux sont exposées dans l'église actuelle depuis 1992.

### La dispersion du diptyque

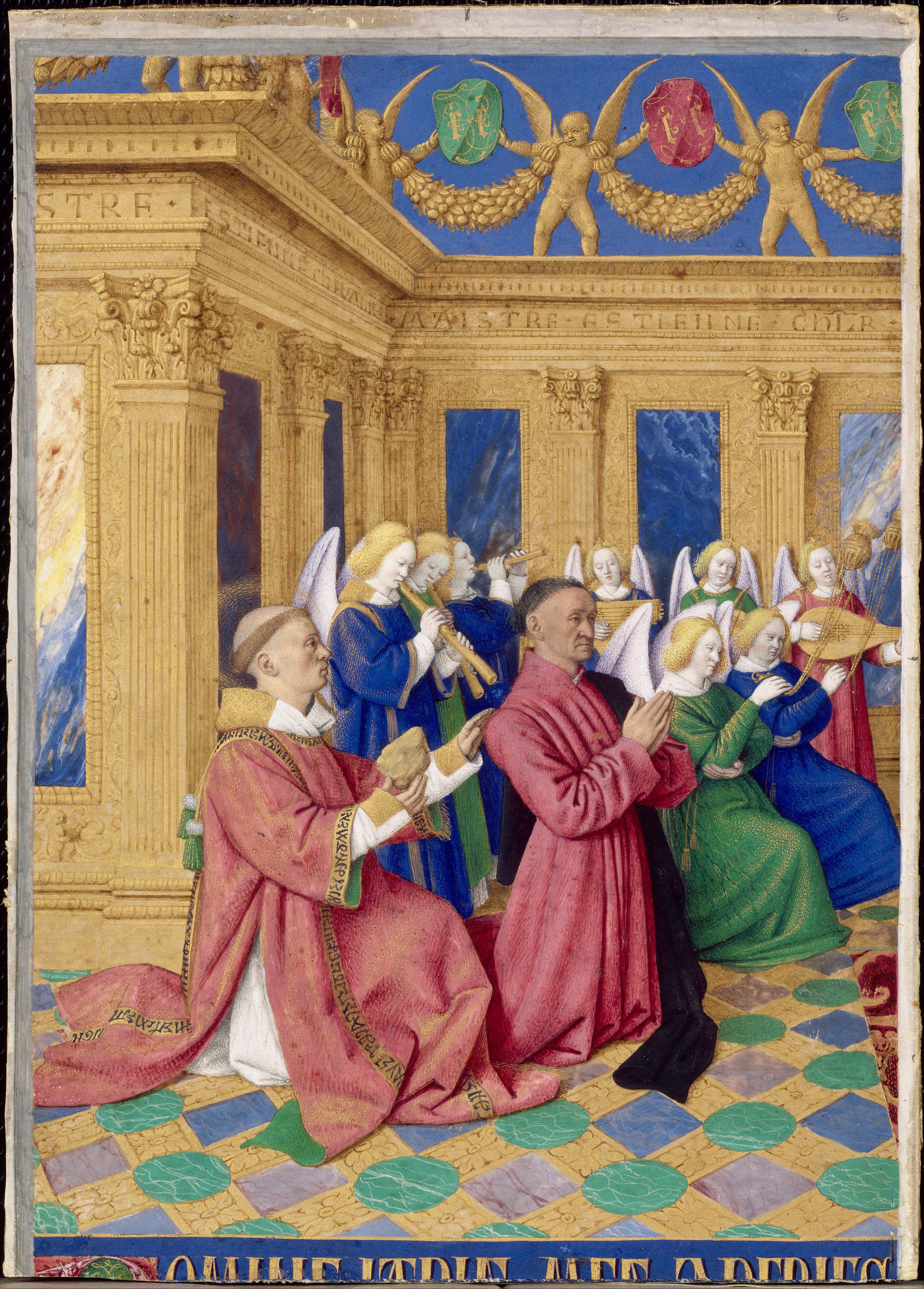
Étienne Chevalier en prière, présenté par saint Étienne. Miniature extraite des Heures d'Étienne Chevalier, Ms71, musée Condé.

Le panneau de la Vierge entre à une date inconnue dans les collections du bourgmestre d'Anvers, Florent van Ertborn, grand amateur des peintres primitifs, qui l'acquiert à Paris. Sa collection est léguée au musée royal des beaux-arts d'Anvers en 1840. Le tableau a fait l'objet d'une restauration en 1994-1995.
Le panneau d'Étienne Chevalier aurait été acquis par l'écrivain Clemens Brentano entre 1807 et 1820, à Munich selon Auguste Vallet de Viriville, chez un marchand d'art à Bâle selon l'historien d'art Claude Schaeffer. Il le cède à son frère, Georges Brentano-Laroche qui le conserve dans la demeure familiale de Francfort-sur-le-Main, sur la Taunusplatz, pendant tout le XIXe siècle. Celui-ci est au même moment propriétaire de quarante miniatures extraites du Livre d'heures d'Étienne Chevalier. En 1891, le duc d'Aumale acquiert les quarante miniatures du livre d'heures, mais il échoue pour le tableau. Celui-ci est acquis par les musées de Berlin en 1896. Il a fait l'objet d'un nettoyage en 1986.
Le sort du cadre n'est quant à lui pas connu, mais la dispersion des médaillons avait commencé dès le XVIIe siècle au moins, comme l'indique Godefroy en 1661 et ils ont totalement disparu en 1768 selon Martin Gauthier. Un médaillon en émail représentant un épisode de la vie de saint Étienne est présent en Angleterre au XIXe siècle. En 1891, lors de la vente du marchand d'art Isaac Falcke à Londres, il est acquis par les musées de Berlin. L'autoportrait de Fouquet est donné par le vicomte Hippolyte de Janzé, collectionneur d'arts décoratifs, au musée du Louvre en 1860.

## Analyse du diptyque

### Composition générale

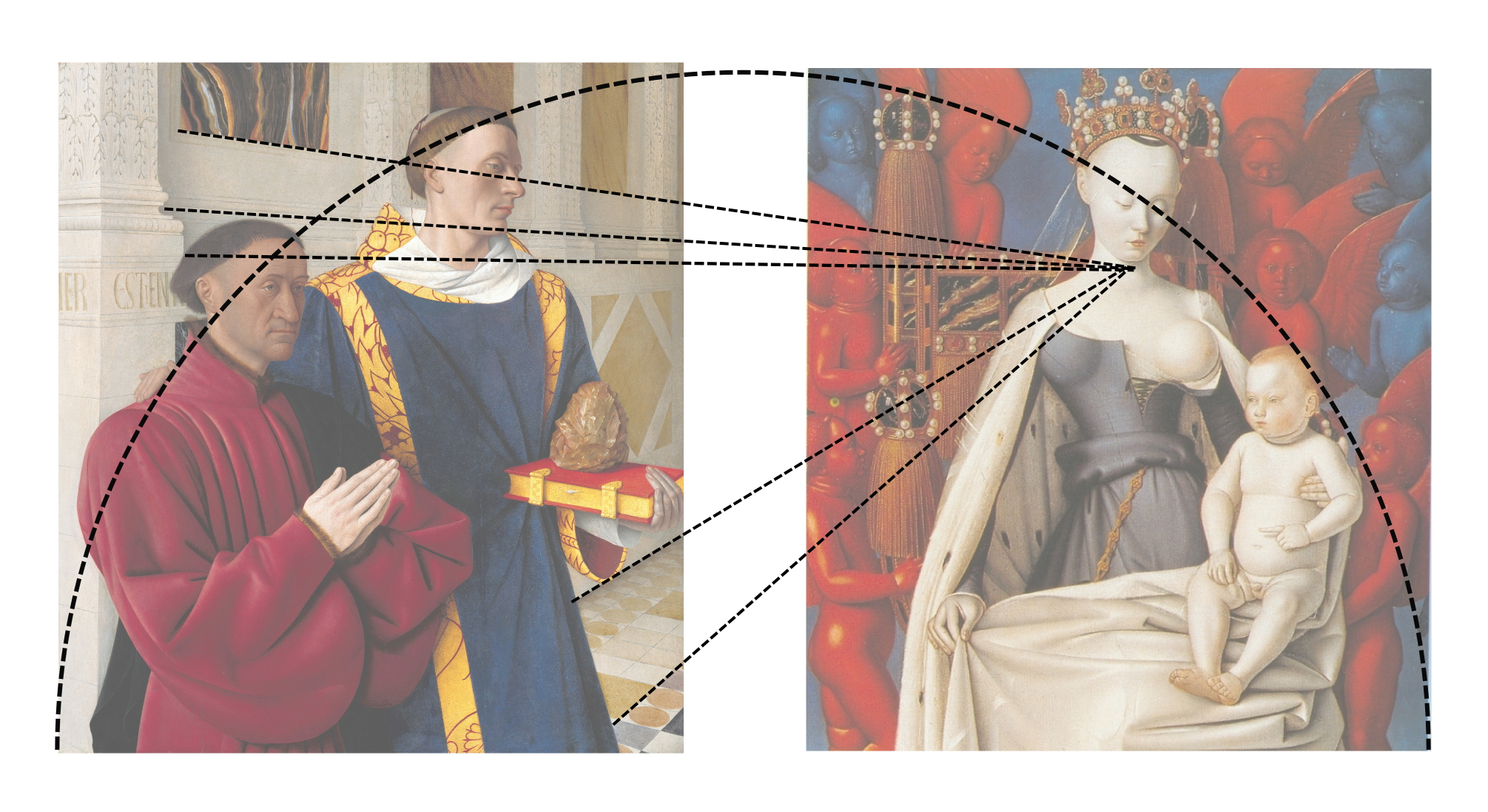
Composition géométrique du diptyque.

La composition des panneaux du tableau a fait l'objet d'une analyse fine de la géométrie utilisée par le peintre. Cette organisation géométrique permet en effet de reconstituer son unité perdue. Tout d'abord, les deux panneaux s'inscrivent dans un demi-cercle dont le rayon correspond à la hauteur des deux tableaux. La perspective participe aussi de cette unité : en poursuivant les lignes dessinées par les quatre pilastres en arrière-plan, mais aussi par le mur et le pavement du sol, elles se rejoignent toutes sous le menton de la vierge. Cette perspective conditionne également la distance entre les deux panneaux. Celle-ci devait être d'environ 18 à 19 cm.

### Thème du tableau
Plusieurs historiens d'art ont souligné le caractère gothique et archaïque du panneau d'Anvers, contrastant avec celui de Berlin, plus marqué par la Renaissance italienne, à tel point que Paul Durrieu a cru que le volet de la Vierge n'avait pas été peint par Jean Fouquet mais par un autre peintre tourangeau. Cette proposition a depuis été totalement rejetée, de nombreux points communs ayant été soulignés, notamment dans la composition ou dans l'origine des planches de bois, validée par la dendrochronologie. Il faut voir aussi dans ce contraste un effet de rupture dans l'atmosphère des deux panneaux voulu par Fouquet.
Selon l'historien de l'art Albert Châtelet, le thème abordé serait une Vierge allaitante, ou plus précisément, sur le point d'allaiter, devant laquelle Étienne Chevalier se serait fait représenter en prière. Selon lui, l'artiste a voulu représenter le commanditaire comme devant une peinture, voire devant une sculpture. Cet effet se retrouve de manière beaucoup plus explicite dans des panneaux fermés des retables tels que Le Jugement dernier de Beaune ou le Retable de l'Agneau mystique de Gand. Cet effet expliquerait le contraste important dans le style des deux panneaux.
Selon Claude Schaefer, à l'inverse, la Vierge de Fouquet n'est pas une « Vierge allaitante » et Étienne Chevalier n'est pas en position d'oraison devant elle. Il ne se trouve pas de livre de prière ouvert devant lui, comme il est d'usage de représenter dans les retables de l'époque, tel que La Vierge du chancelier Rolin par exemple. Il s'agit selon lui d'un thème plus complexe et réellement original développé ici par Fouquet à la demande de son commanditaire, mais particulièrement bien adapté pour un tableau votif situé juste au-dessus de son tombeau. Selon Schaefer, Étienne Chevalier est en train de réciter la prière Obsecro te qui demande à la Vierge de lui apparaître sur son lit de mort afin de lui venir en aide pour passer cette épreuve. Saint Étienne est présent à ses côtés comme intercesseur car il a lui-même bénéficié d'une vision de Dieu et du Christ au moment de son martyre, ainsi qu'évoqué dans les Actes des Apôtres (7, 55) repris dans La Légende dorée. Le diptyque représente le moment où le vœu est exaucé : la Vierge descend du ciel entourée d'anges, un sein en ostentation. Ce sein découvert est ici le symbole de son rôle de médiatrice envers son fils Jésus. L'Enfant Jésus lui répond en désignant Étienne Chevalier par son index. Cependant, Châtelet conteste cette analyse car, selon lui, elle ne se retrouve reprise dans aucune autre iconographie de cette époque.

## La Vierge et l'Enfant entourés d'anges

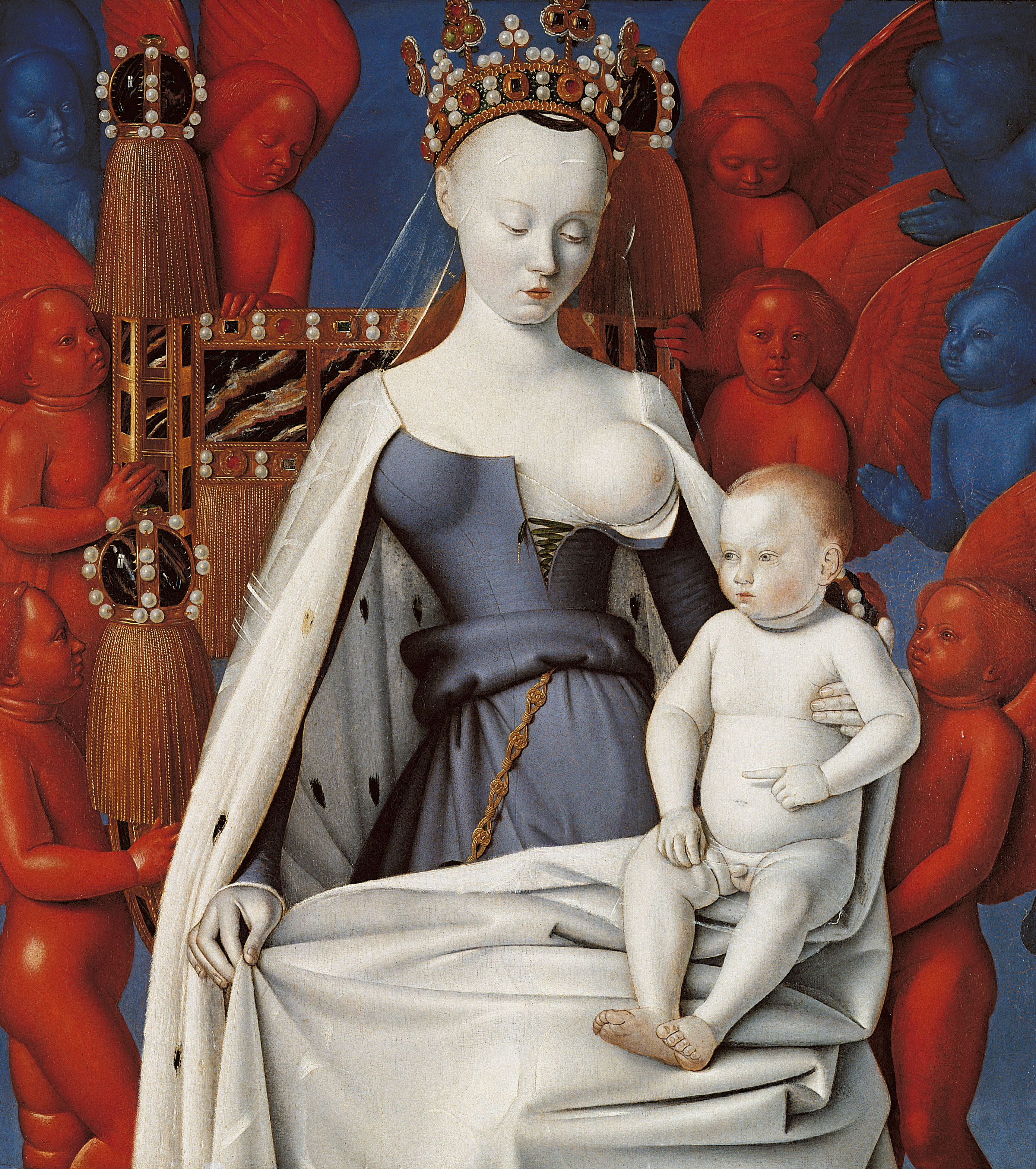
La Vierge et l'Enfant entourés d'anges,, inv.132.

### Composition
Le volet autrefois situé à droite représente la Vierge, entourée des anges, tenant sur le genou gauche l'enfant Jésus qu'elle s'apprête à allaiter. La scène peinte frappe par le contraste très marqué entre la Vierge et l'enfant aux carnations très blanches et le fond bleu ainsi que les nombreux chérubins, en bleu, et séraphins, en rouge, qui les entourent. Le contraste des couleurs renforce ainsi l'aspect d'une vision. Ce contraste a été conforté par la restauration du tableau en 1994-1995 qui a consisté en l'allégement du vernis oxydé. La Vierge est assise sur un trône richement décoré de plaques d'onyx. Ce siège fait face au spectateur tandis qu'un des séraphins regarde aussi directement ce même spectateur. Seul le visage de l'enfant Jésus, tourné vers la gauche, ainsi que son doigt, désignant en réalité le commanditaire, indiquent la présence d'un pendant de ce côté.
Charles Bouleau est parvenu à déceler l'organisation de la peinture dans l'utilisation de deux pentagones inversés, formant ainsi un décagone inclus dans un cercle. Les dimensions de cet ensemble sont calculées sur la base du nombre d'or. Il encadre ainsi le groupe central, formant un triangle dont les sommets sont formés par le haut de la couronne de la Vierge, sa main à gauche et la jambe de l'enfant à droite et dont l'arête gauche est soulignée par le bord du manteau de la Vierge. Un autre pentagone, plus petit, est formé autour de la tête de la Vierge et circonscrit en partie basse par son buste. Ce dernier ensemble géométrique souligne par deux segments parallèles, toujours calculés à l'aide du nombre d'or, le sommet du dossier du trône ainsi que les extrémités de la couronne. La géométrie utilisée par Fouquet souligne ainsi le caractère royal de la Vierge : c'est à la fois la reine des anges, mais aussi une maîtresse royale, par allusion au modèle supposé,.

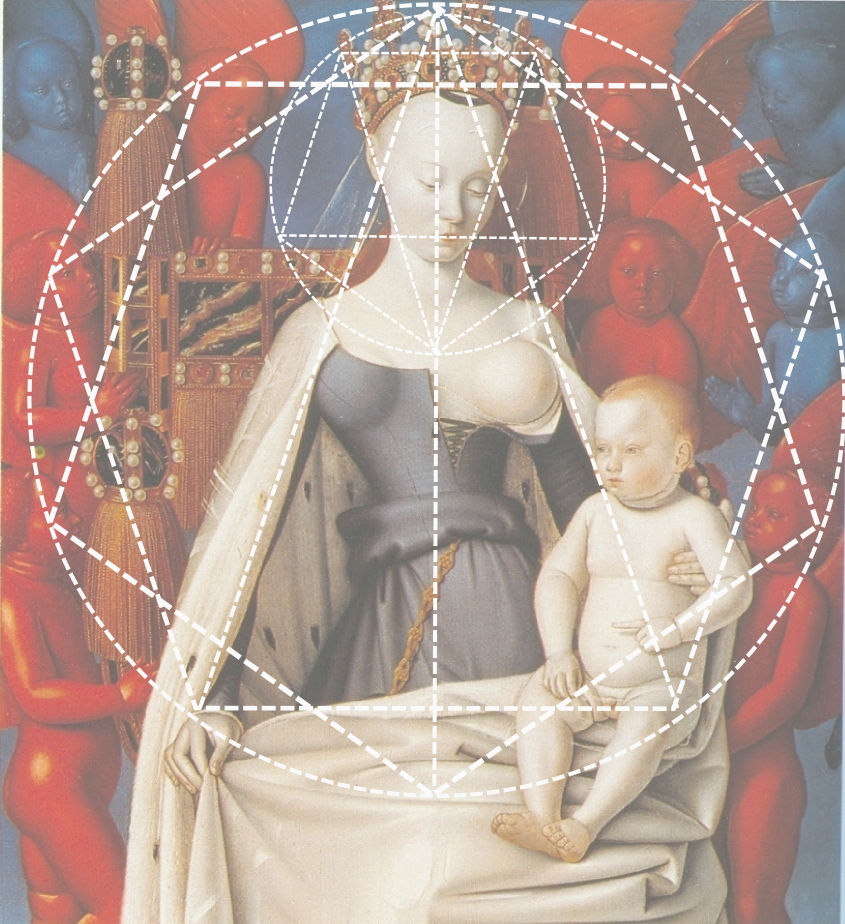
Composition géométrique du panneau de la Vierge : deux pentagones inversés formant un cercle, complétés par un autre pentagone autour de la tête de la Vierge.

### De multiples influences croisées
Parmi les influences, a été soulignée dans un premier temps par Henri Focillon, celle de la sculpture monumentale française du Moyen Âge, ressentie dans les figures sculpturales des anges entourant la Vierge. Albert Châtelet y voit plutôt une influence de la sculpture florentine : des statues en terre cuite émaillées aux couleurs éclatantes sont en effet élaborées à la même époque par des sculpteurs tels quel Luca della Robbia. Selon l'historienne de l'art française Nicole Reynaud, la disposition des angelots, appuyés sur les montants du trône, rappelle aussi les Maestà toscanes du Duecento et notamment la Madone Rucellai, que Fouquet a potentiellement pu voir lors de son séjour à Florence,.

Sources d'inspiration françaises et italiennes potentielles du panneau de la Vierge de Fouquet
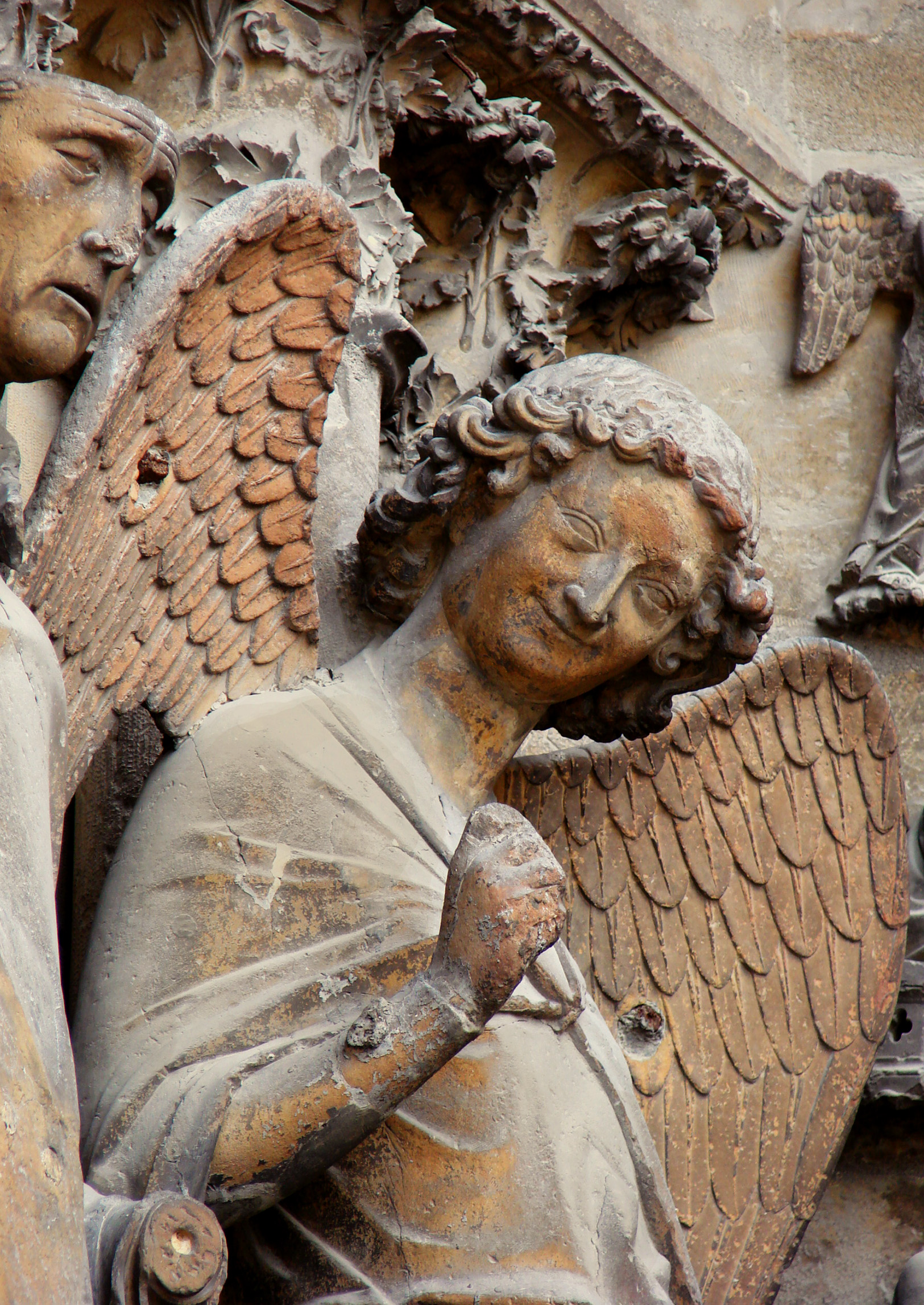
L'Ange au Sourire, cathédrale Notre-Dame de Reims.
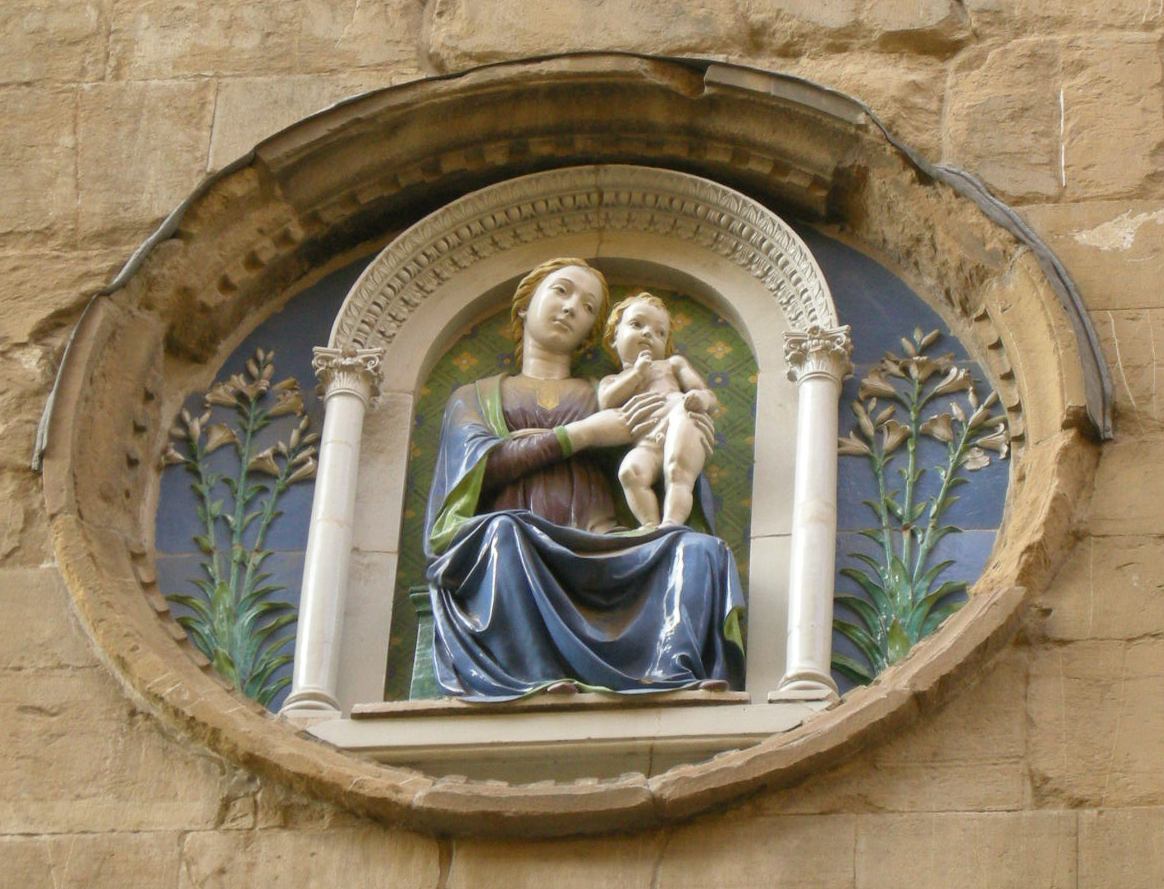
La Vierge à l'enfant, tondo de Luca della Robbia sur la façade de l'église d'Orsanmichele de Florence.
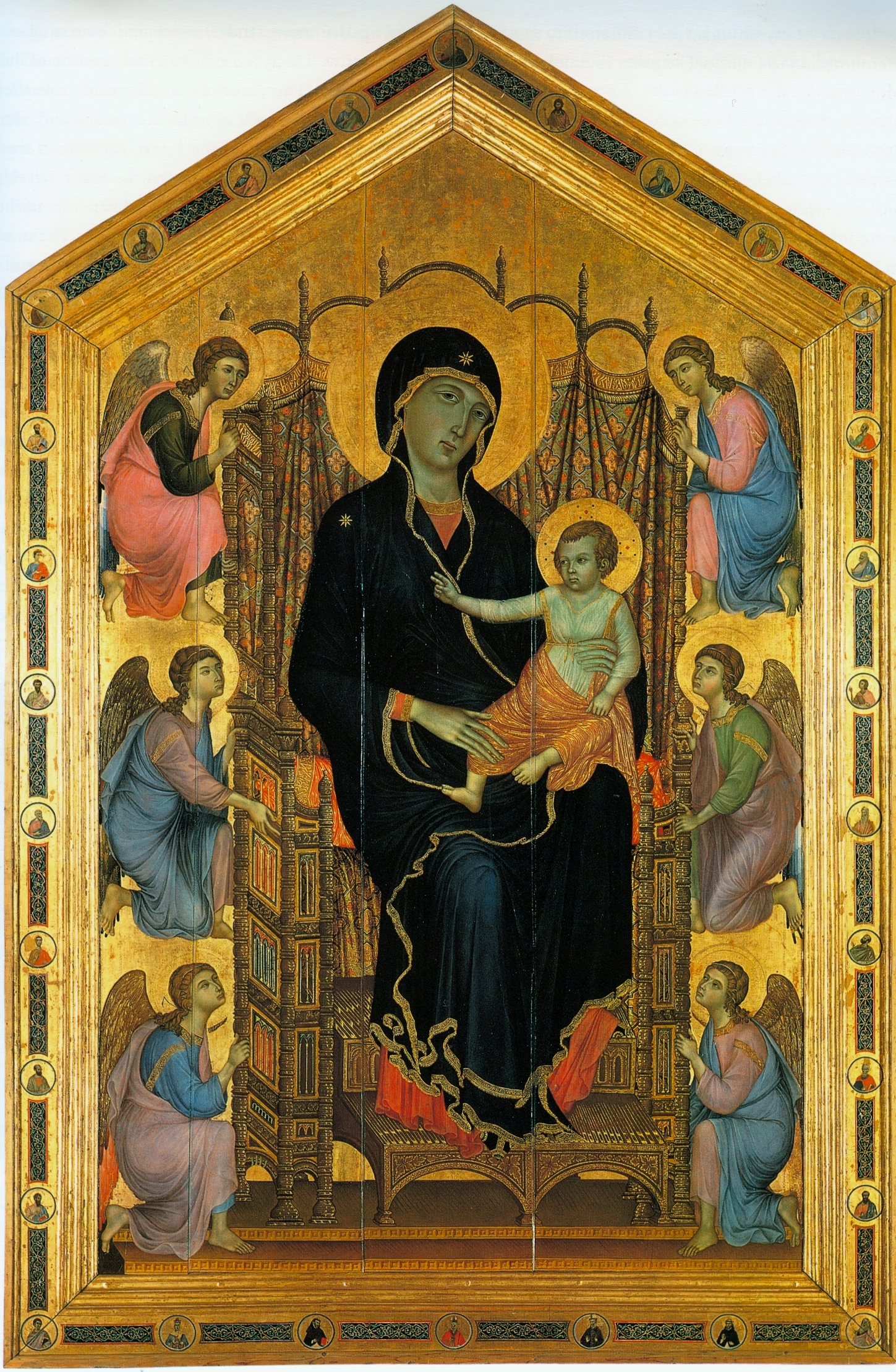
Madone Rucellai, Duccio di Buoninsegna, 1285, Galerie des Offices, Florence.

Plusieurs aspects du panneau relèvent d'une influence plus nordique. La figure potelée du Christ, assis sur les genoux de la Vierge, est rapprochée des enfants Jésus des tableaux de Jan van Eyck tels que La Vierge du chancelier Rolin ou La Vierge au chanoine Van der Paele. Dans les deux boules d'onyx situées à gauche de la Vierge, se distingue le reflet d'une fenêtre à croisée. Ce motif très discret est retrouvé fréquemment dans les tableaux de Van Eyck toujours, mais aussi de Rogier van der Weyden ou du Maître de Flémalle. Il serait le symbole du mystère de la maternité virginale de Marie. Les théologiens médiévaux comparent en effet ce mystère à une fenêtre dont les vitres seraient traversées par les rayons du soleil tout en restant intactes,.

Sources d'inspiration possibles du panneau de la Vierge chez les primitifs flamands
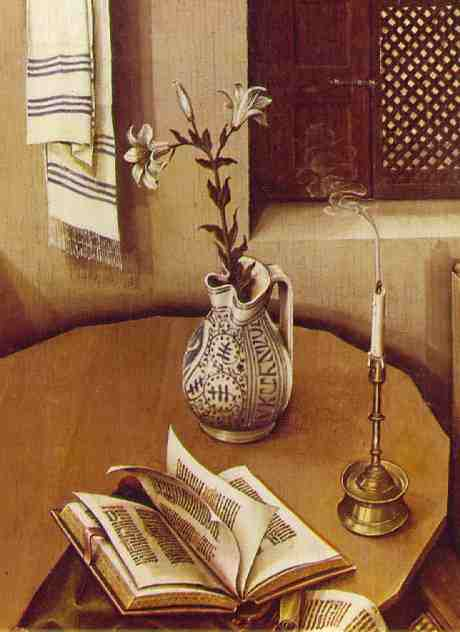
Reflet d'une fenêtre à croisée dans le pied du bougeoir, Triptyque de Mérode, atelier de Robert Campin, Metropolitan Museum of Art, New York.
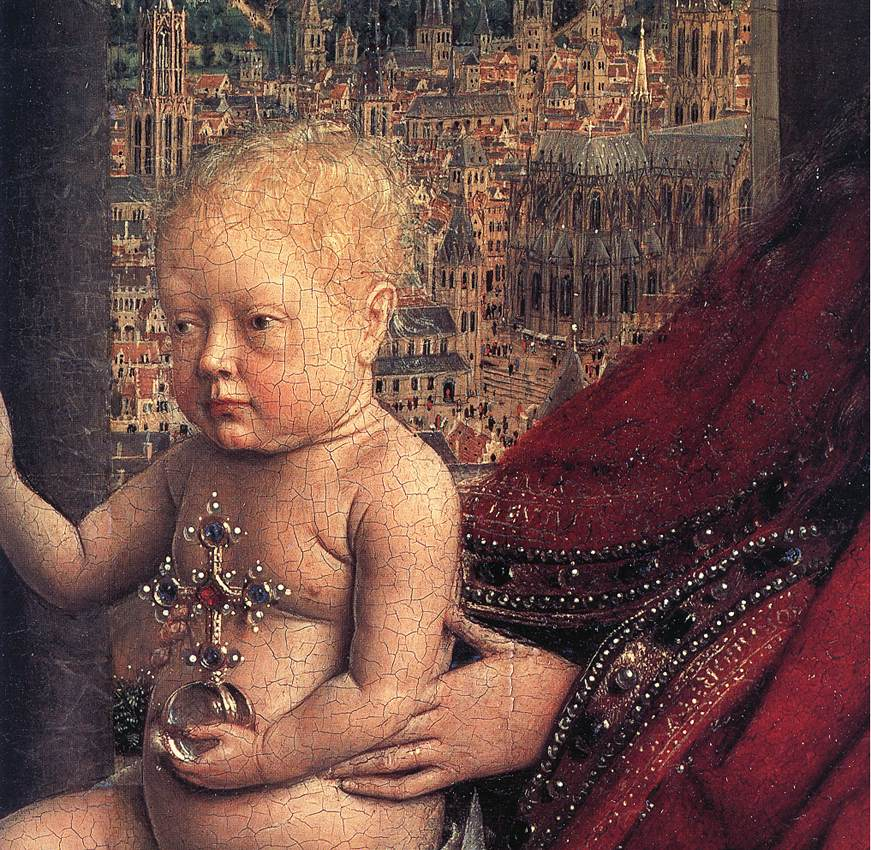
Détail de l'Enfant Jésus, dans La Vierge du chancelier Rolin, Jan van Eyck, musée du Louvre.
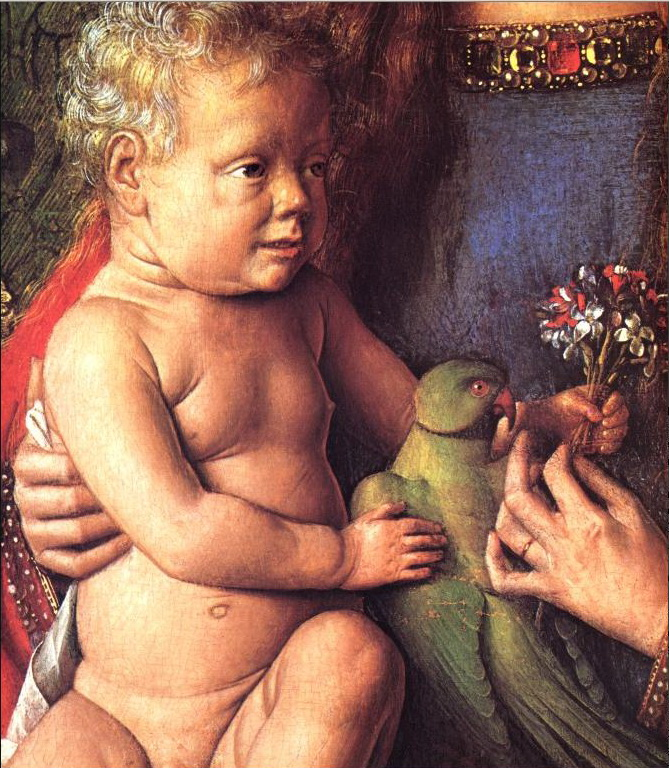
Détail de l'Enfant Jésus, dans La Vierge du chanoine Van de Paele, Jan van Eyck, musée Groeninge, Bruges.

### Un portrait d'Agnès Sorel?

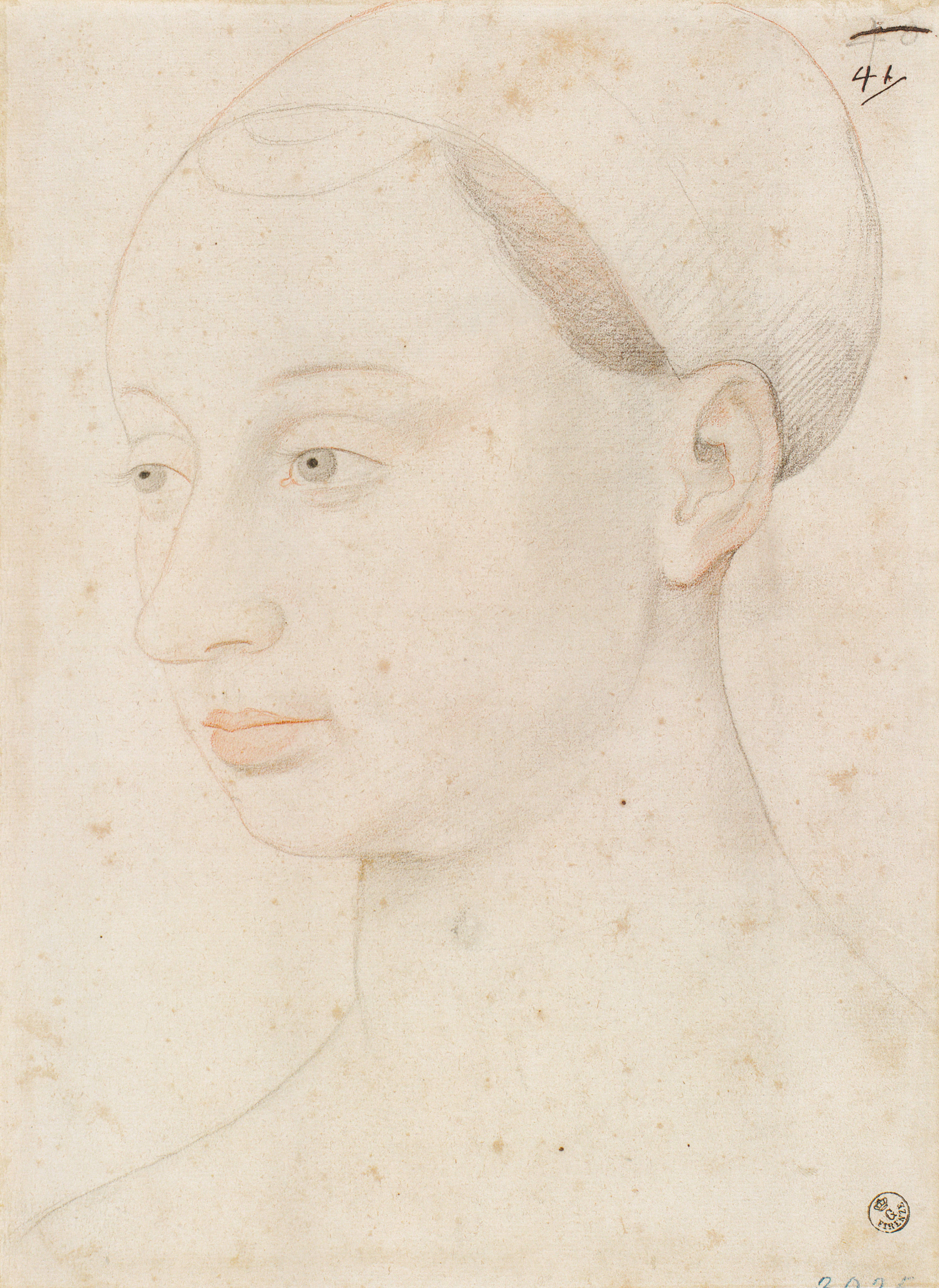
Portrait d'Agnès Sorel, dessin d'après un original de Jean Fouquet perdu. Galerie des Offices, cabinet des dessins et des estampes, 3925 F.

C'est une tradition ancienne de voir dans les traits de la Vierge ceux d'Agnès Sorel, maîtresse du roi Charles VII. Dès la description de 1608, il y est fait allusion. Voir une maîtresse royale utilisée pour modèle de la Vierge a longtemps choqué, ainsi l'historien Johan Huizinga qualifie l'œuvre de « libertinage blasphématoire ».
Selon François Avril, le visage représenté est très proche de celui d'un autre dessin du visage d'Agnès Sorel, daté du XVIe siècle, conservé à la galerie des Offices à Florence et sans doute inspiré d'un autre dessin de Jean Fouquet aujourd'hui disparu : le même grand front dégagé, le nez droit et pointu, la bouche petite et la fossette au menton sont dépeints. Une autre version très proche, datée de la même époque, est conservée au département des estampes de la Bibliothèque nationale de France (BNF). Les mêmes traits se retrouvent par ailleurs dans le gisant la représentant sur son tombeau conservé à la collégiale Saint-Ours de Loches. Quant à sa poitrine ainsi mise en valeur, certains témoignages de l'époque l'évoquent de manière explicite : Georges Chastelain, chroniqueur des ducs de Bourgogne et à ce titre hostile à la maîtresse du roi de France, dit qu'elle « descouvroit les espaules et le sein devant, jusques aux tettins ».
Plusieurs historiens de l'art rejettent cette identification. Selon Albert Châtelet, il s'agit d'une légende totalement infondée : le portrait de la BNF est trop tardif pour être fidèle et le gisant de son tombeau de Loches a été totalement restauré par Pierre-Nicolas Beauvallet au XIXe siècle en s'inspirant justement du diptyque de Melun. À l'inverse, il pourrait s'agir selon lui d'un portrait de la femme d'Étienne Chevalier, Catherine Budé. Claude Schaefer se montre un peu plus nuancé : selon lui il s'agit aussi d'une légende. Cependant, au moment de la réalisation du panneau, Fouquet tente de réaliser un portrait de la beauté idéale, en donnant au visage de la Vierge une forme ovale, presque abstraite, renforcée par la disposition de la couronne, mais aussi par la forme parfaitement ronde des seins. Mais il aurait, selon lui, toujours à l'esprit les traits d'Agnès Sorel, considérée comme la femme la plus belle de son temps.
Rien ne permettrait toutefois d'expliquer précisément la raison du choix d'Agnès Sorel pour le modèle d'un tableau de dévotion. Le lien entre le trésorier du roi et sa maîtresse devait être de toute façon très étroit : il en est l'exécuteur testamentaire à sa mort en février 1450 en compagnie d'un autre financier du roi, Jacques Cœur. Agnès Sorel a d'ailleurs légué à cette occasion 70 écus à l'église Saint-Aspais de Melun, la paroisse d'Étienne Chevalier. Le portrait serait alors la marque d'un geste de soutien à son roi et un hommage à une amie, peu après sa mort prématurée. Il n'en faut pas plus pour que certains aient postulé une liaison secrète entre les deux personnages. Un tel portrait n'aurait de toute façon pas pu se faire sans l'approbation du roi lui-même,.

## Étienne Chevalier présenté par saint Étienne

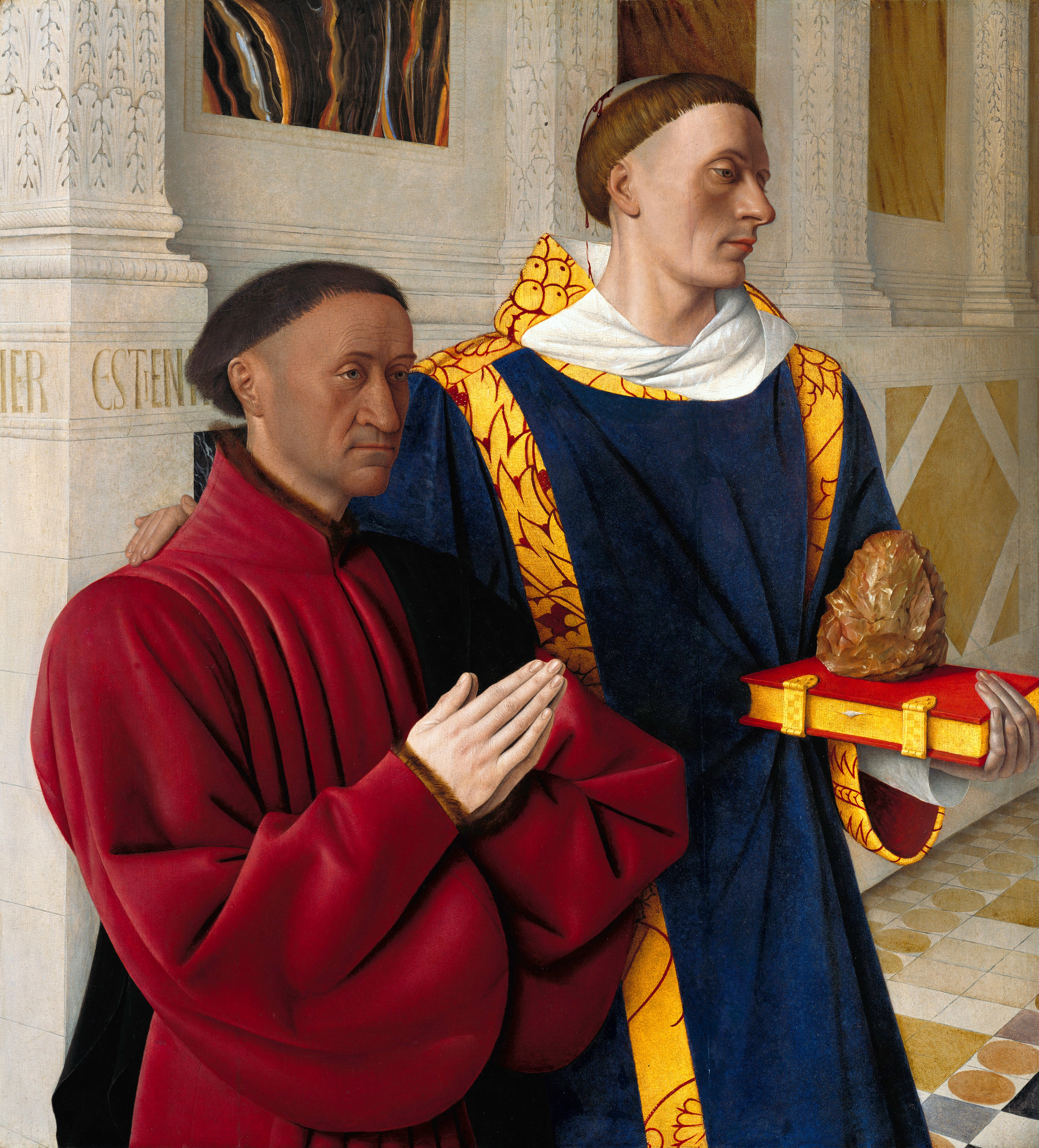
Étienne Chevalier présenté par saint Étienne,, inv.1617.

### Description
Le volet de gauche représente le donateur portant un pourpoint rouge amorti et fourré de brun, présenté par son saint patron, saint Étienne, revêtu d'une dalmatique de diacre bleue sur laquelle sont brodées deux bandes de tissu doré aux motifs damassés de couleur carmin. Les deux personnages sont disposés dans une pièce dont les éléments architecturaux rappellent l'architecture de la Renaissance, le Quattrocento florentin, y compris dans les marbres précieux disposés entre les pilastres et le pavement de marbre polychrome. Saint Étienne est figuré sous les traits d'un jeune homme qui porte un livre relié de rouge à la tranche et fermoir doré, peut-être les Évangiles selon François Avril ou la première reliure des Heures d'Étienne Chevalier selon Schaefer. Sur ce livre, est posé un silex taillé qui a été interprété comme un biface acheuléen. La pierre rappelle son martyre par lapidation, de même que le filet de sang à l'arrière de son crâne qui coule dans son col blanc. Son autre main est posée sur l'épaule du donateur. Étienne Chevalier qui prie à genoux est pour sa part représenté avec une carnation du visage beaucoup plus sombre. Cette différence s'expliquerait par le fait que son portrait a sans doute été réalisé en dernier sur le tableau, des repentirs autour de sa tête indiquant que le raccord a été exécuté difficilement avec le vêtement et le dessus du crâne. Derrière les personnages, sur le pilastre, est inscrit le nom du commanditaire, « Est[i]enne ». Pour Schaefer, ce décor, que l'on retrouve dans son livre d'heures, pourrait être sa maison à Paris, rue de la Verrerie, célèbre à l'époque pour sa magnificence et ses décorations de verrières. La tonalité à dominante blanche du décor contraste avec les couleurs vives des vêtements des personnages, représentés de manière très réaliste.
Alors que les peintres de retables flamands de cette époque ont l'habitude de représenter le donateur en pied ou en buste dans un panneau séparé, Fouquet figure ici pour la première fois le donateur sous les hanches, à mi-cuisse. Il le rend ainsi plus proche du spectateur, tout en lui laissant sa grandeur. Il reprend ce cadrage original dans son Portrait de Guillaume Jouvenel des Ursins. Sans grande postérité, il se trouve aussi repris dans certains retables de Jean Hey.

Comparaison de la disposition du donateur dans certains retables avec le panneau de Berlin
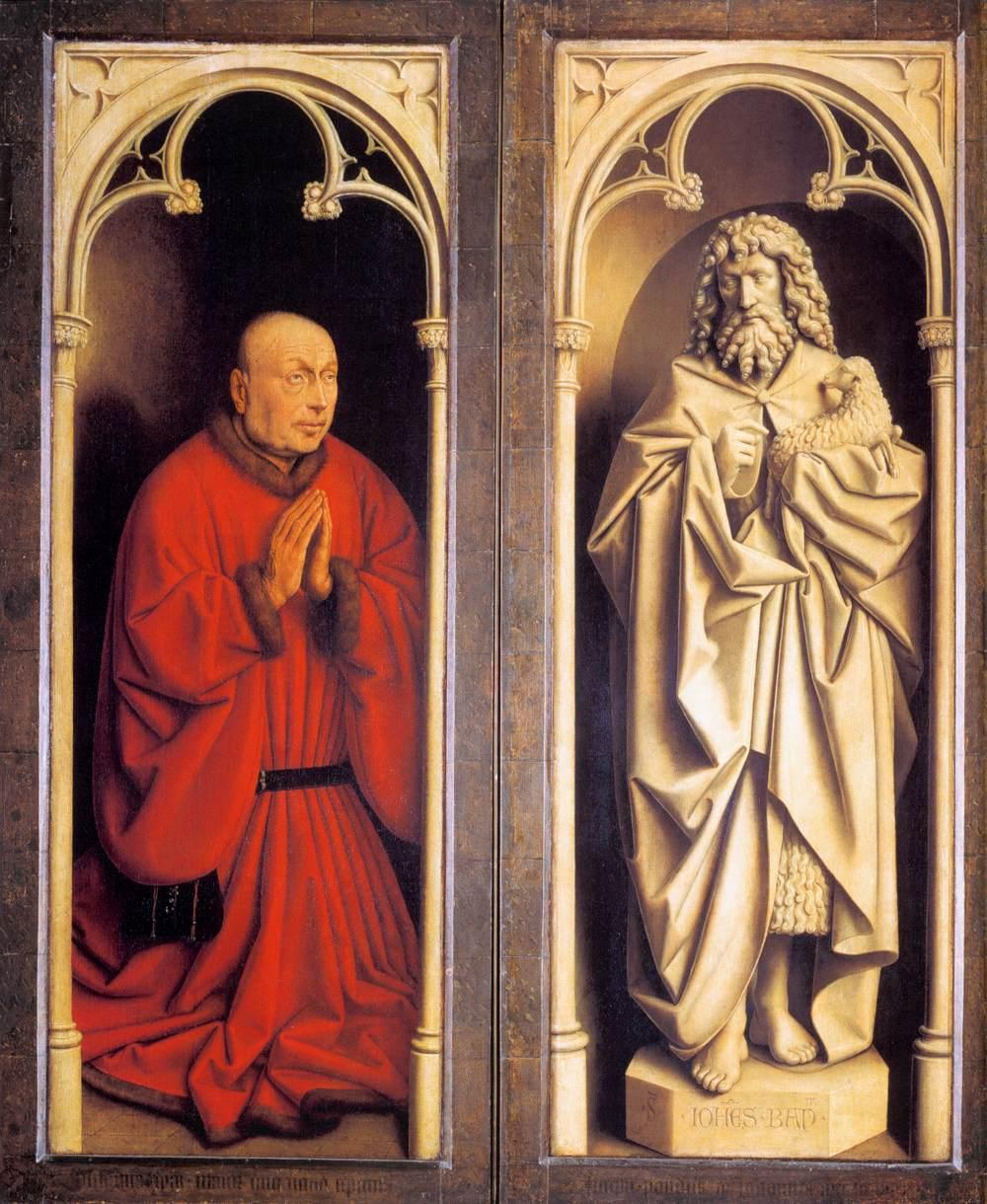
Le commanditaire Joost Vijdt, représenté en pied dans le Retable de l'Agneau mystique par Jan van Eyck, 1426-1432, cathédrale Saint-Bavon de Gand.
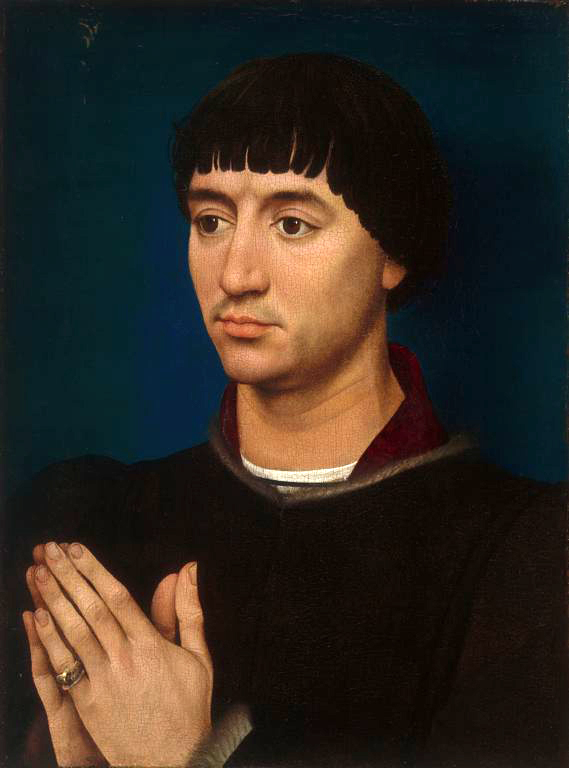
Portrait de Jean de Gros, représenté en buste, volet droit d'un diptyque à la Vierge, Rogier van der Weyden, vers 1450, Art Institute of Chicago.
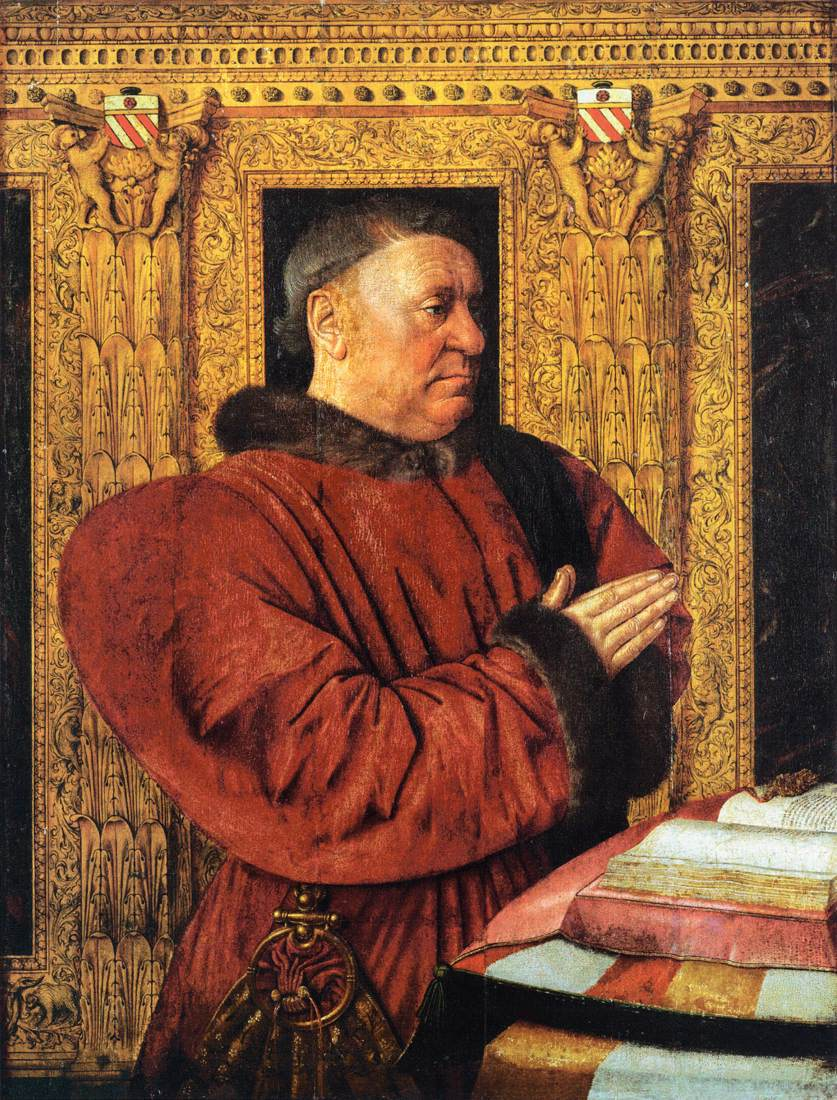
Guillaume Jouvenel des Ursins, représenté à mi-cuisse, volet gauche d'un retable disparu, Jean Fouquet, vers 1460-1465, musée du Louvre.
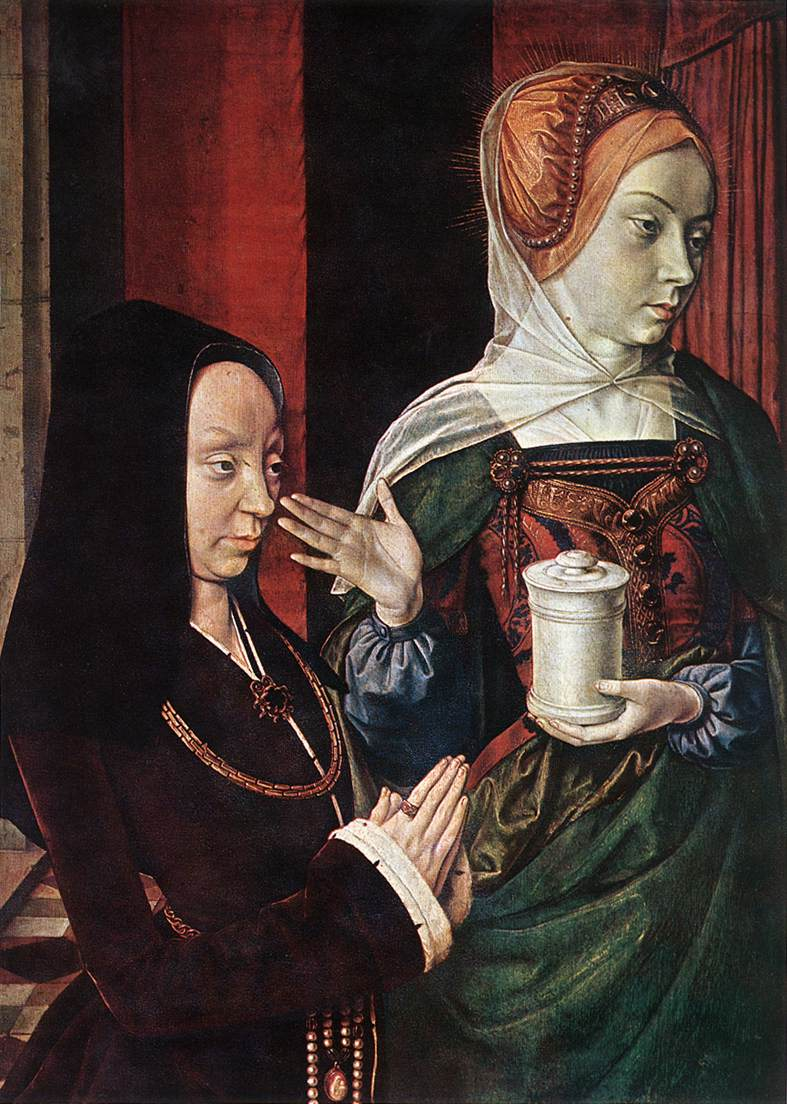
Madeleine de Bourgogne (?), présentée par Marie-Madeleine, Jean Hey, alias le Maître de Moulins, vers 1490-1495, musée du Louvre.

### Les marques de l'influence italienne
Fouquet effectue un voyage en Italie de 1443 à 1447, et plus particulièrement à Rome et peut-être Florence. Il y fait la rencontre de plusieurs artistes italiens parmi lesquels Le Filarète, de manière attestée, mais aussi peut-être Fra Angelico. Il met dans ce panneau de Berlin plusieurs acquis de son séjour en Italie. Tout d'abord, le décor géométrique et la perspective rigoureuse sont directement inspirés des codes prescrits par Filippo Brunelleschi et Leon Battista Alberti dans leurs traités. L'architecture est issue de la Renaissance florentine : les pilastres sont décorés de feuilles d'acanthe, les murs incrustés de marbres, dont certains en onyx, et le pavement de marbre polychrome à motif circulaire et quadrangulaire au goût italianisant. Ces décorations seraient aussi une allusion directe à la chapelle Nicoline au Vatican, qui contient par ailleurs des fresques consacrées à la vie de saint Étienne et peintes par Fra Angelico. Tous ces éléments contrastent fortement avec l'architecture gothique française d'alors,.
Par ailleurs, une autre influence de Fra Angelico, plus directe encore, peut être décelée dans la figure de saint Étienne du diptyque. Celle-ci peut être rapprochée de celle de saint François d'Assise représentée inclinée et méditative dans la grande fresque de la crucifixion présente dans la salle capitulaire du couvent San Marco, toujours à Florence. Le rapprochement est tellement flagrant selon l'historienne de l'art italienne Fiorella Sricchia qu'elle pense que Fouquet a peut-être travaillé un temps dans l'atelier de Fra Angelico.

Les influences italiennes dans le panneau de Berlin
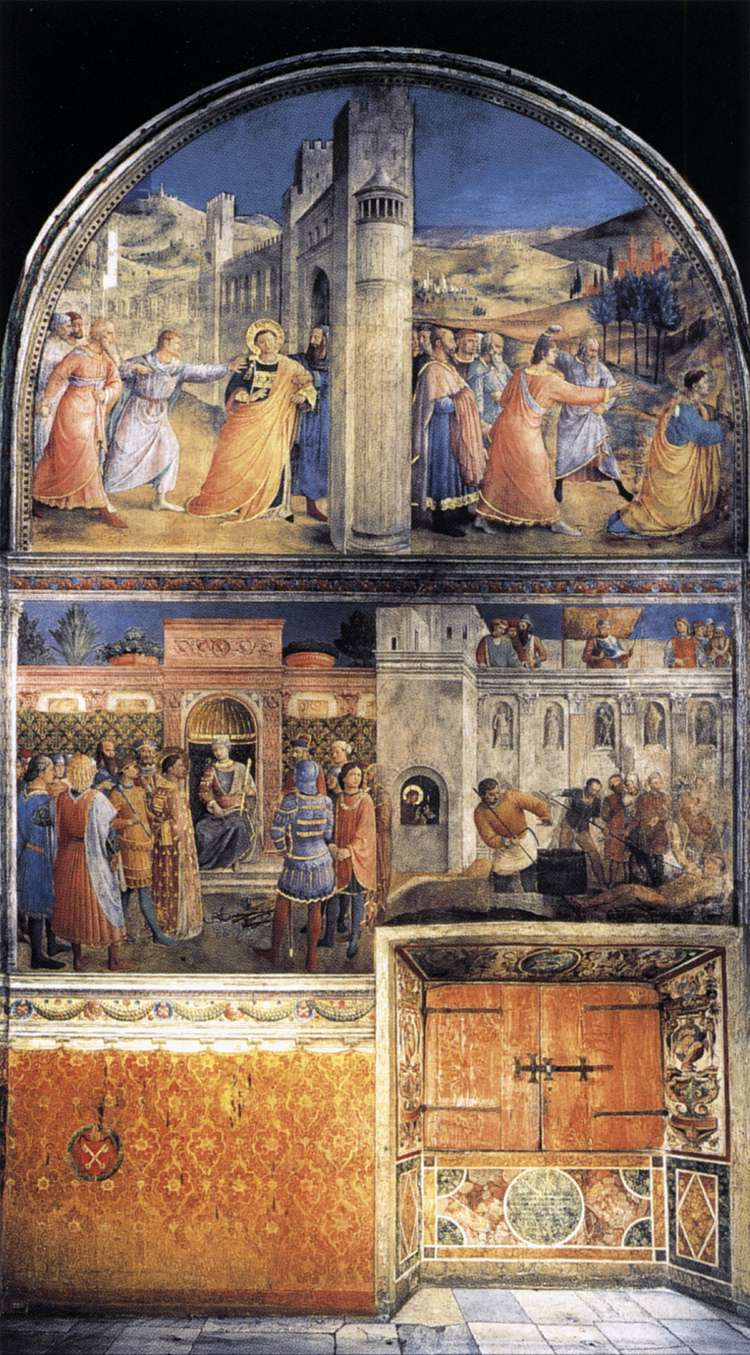
Mur est de la chapelle Nicoline, Vatican. Fresque de Fra Angelico consacrée à la vie de saint Étienne.
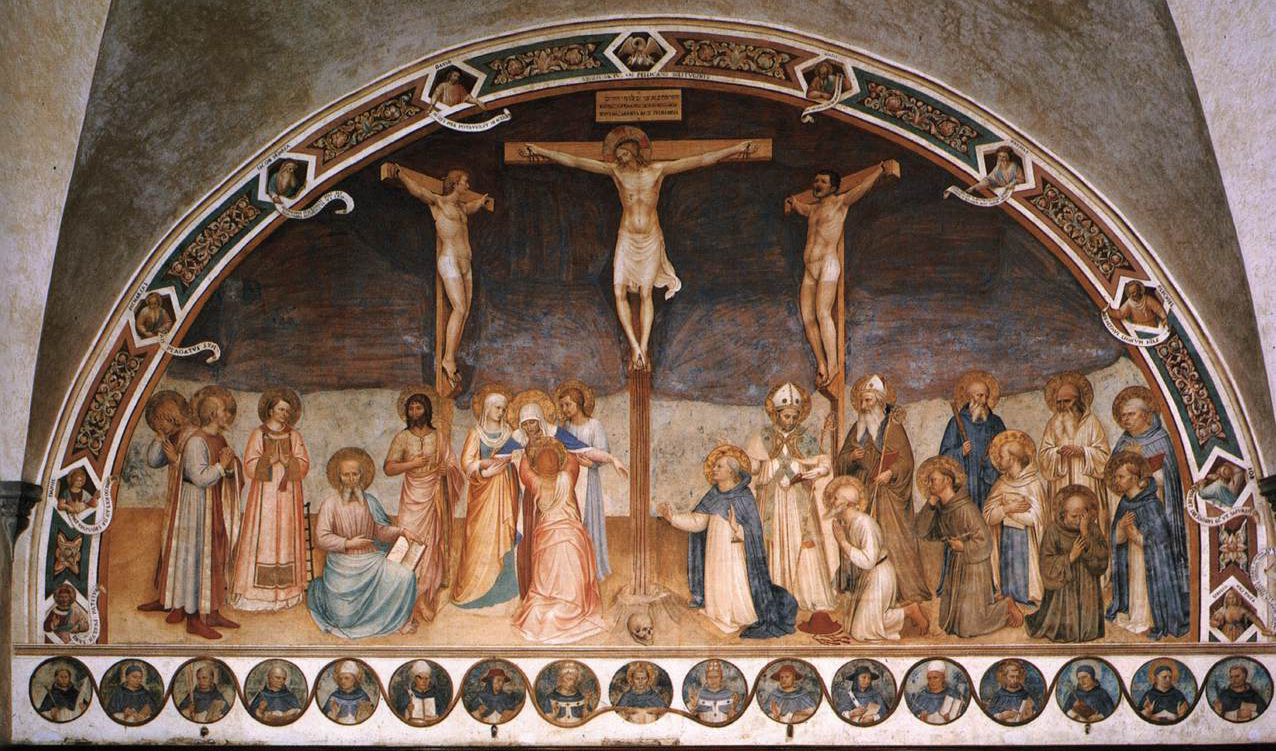
Fresque de la crucifixion aux saints par Fra Angelico. Salle capitulaire du couvent San Marco de Florence.

## Reconstitution du cadre
Les descriptions anciennes du diptyque donnent une idée relativement précise du cadre. Celui-ci comporte alors un encadrement de bois couvert d'un velours bleu. Sur ce velours sont brodées de manière régulière les initiales du commanditaire, « EC », reliées par des cordons appelés « lacs d'amour », sans doute tels qu'ils apparaissent dans son livre d'heures. Ces initiales sont de couleur or et argent, couvertes de petites perles fines. En alternance avec ce monogramme sont placés des médaillons dorés. L'actuel cadre du panneau de Berlin, récemment fabriqué, a tenté de reprendre ces motifs de décoration. D'après la taille moyenne des cadres de cette époque et les éléments de décoration qu'il comportait, les historiens de l'art estiment la largeur du cadre entre 10 et 15 cm.

### Les médaillons du cadre

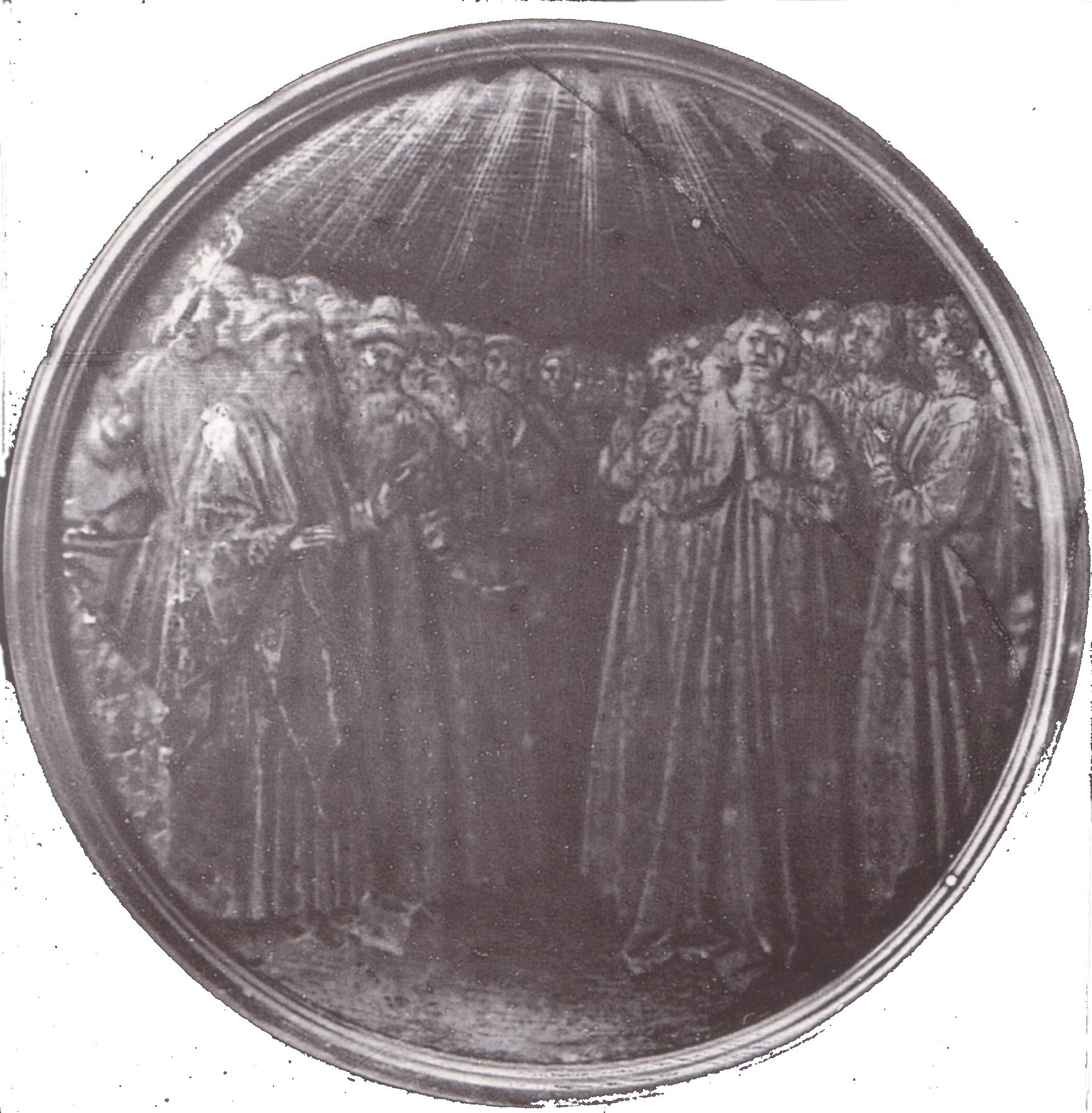
Scène de la vie de saint Étienne, médaillon en émail doré (reproduction noir et blanc), Musée des Beaux-Arts Pouchkine, ПР25521.

Ni le nombre des médaillons, ni les sujets représentés, sont connus de manière assurée. Ces médaillons étaient peut-être au nombre de huit ou dix par tableau, soit un nombre minimum de seize au total pour le diptyque.
Selon Max Jakob Friedländer, ces médaillons représentaient des scènes de la vie de la Vierge sur les bords du panneau d'Anvers, et des scènes de la vie de saint Étienne sur celui de Berlin. En 1904, Jean-Joseph Marquet de Vasselot rapproche le médaillon acquis par les musées de Berlin de ceux autrefois présents sur le cadre du diptyque. Selon la majorité des historiens de l'art, ce médaillon représente une scène de la vie de saint Étienne, « La réfutation des docteurs de la Synagogue par Étienne » ou alors, plus probablement, « L'élection par la foule des fidèles de sept hommes pleins de l'Esprit Saint destinés à devenir les futurs diacres ». Alors conservé au musée des arts décoratifs du château de Köpenick, il a disparu au cours d'un incendie en 1945. Il a depuis été repéré au sein des collections du musée des Beaux-Arts Pouchkine de Moscou, où il a été déplacé après la Seconde Guerre mondiale.
En 1503, un document signale qu'un peintre dénommé Gaultier de Campes est chargé de réaliser des patrons pour une tenture du chœur de la cathédrale Saint-Étienne de Sens sur le thème de la vie de saint Étienne. Pour cette création, il passe sans doute par la collégiale de Melun où il vient observer un tableau présentant « martire, invention et translation de mr sainct Étienne ». Cette anecdote vient encore confirmer l'hypothèse des représentations de la vie du premier saint martyr sur le cadre du diptyque.
Selon Dominique Thiébaut, conservateur au musée du Louvre, ce type de médaillons, servant à décorer un cadre, peut être rapproché des décorations que l'on retrouve sur certains cadres de reliquaires peints ou d'images de dévotions siennois du Trecento. Ceux-ci étaient en effet décorés de petits médaillons en verre églomisé ou en stuc doré et peint. Ces tableaux représentaient d'ailleurs souvent des Vierges en majesté, dont on retrouve là encore l'influence dans le portrait de la Vierge du diptyque. C'est le cas par exemple du cadre de la Madone à l'Enfant de Naddo Ceccarelli (1347) ou, pour un exemple un peu plus ancien, de la Madone Rucellai (1285) de Duccio di Buoninsegna que Fouquet aurait pu observer lors de son voyage en Italie,.

### L'autoportrait de Jean Fouquet

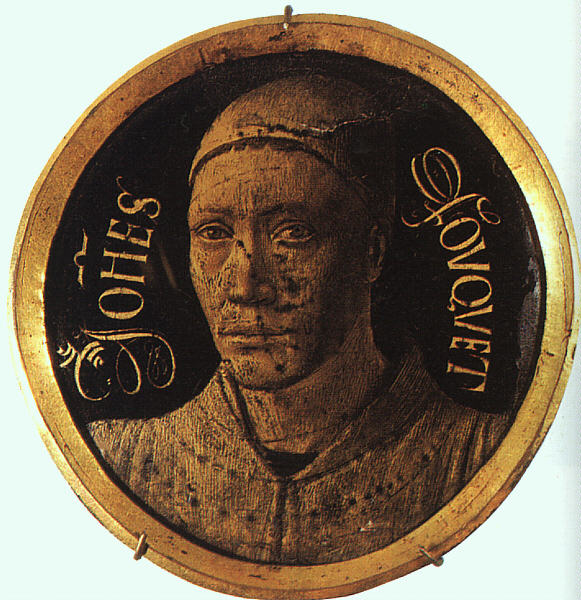
Autoportrait de Jean Fouquet, musée du Louvre, diamètre : 7.5 cm, inv. OA 56.

Le seul médaillon toujours subsistant de ceux encadrant le tableau n'a pas de rapport avec la Vierge ou saint Étienne : il représente le peintre lui-même et a servi à Fouquet pour signer le diptyque. Il est traditionnellement reconnu comme le plus ancien autoportrait autonome et signé de l'histoire de la peinture. Cependant son autonomie est toute relative puisque le portrait était intégré à un cadre de tableau.

#### Un émail unique en son temps
Cet autoportrait est facilement identifiable grâce au nom du peintre inscrit : « Joh[ann]es Fouquet ». Il présente trois encoches sur les bords qui lui servaient de fixation. Le médaillon consiste en une plaque de cuivre de 3 mm couverte d'un émail de couleur bleu sombre épais et brillant. Le portrait proprement dit ainsi que les lettres du nom sont réalisés à la peinture à l'or, faite d'or jaune, recouverte dans les zones sombres, comme les chevets et la joue gauche, d'une poudre métallescente à reflet rouge. Les yeux et les traits du visage et du nez sont réalisés par l'enlevage à l'aiguille de la peinture à l'or.
Ce type d'émaux ne ressemble à aucune technique d'émail utilisée à l'époque. Il est très difficile de trouver des médaillons équivalents. En réalité, ce procédé de camaïeu d'or se retrouve beaucoup plus dans l'enluminure et notamment dans le Livre d'heures d'Étienne Chevalier que dans l'émaillerie. La technique d'application de l'or sur le support fait plus penser au coup de pinceau du peintre qu'à l'art d'un émailleur, ce qui incite à penser à une intervention directe de Fouquet. Pour Daniel Arasse, l'emploi de cette technique du camaïeu d'or sert à Fouquet à « amoindrir le degré de la réalité de la figure pour laquelle elle est utilisée » afin, à l'inverse, de renforcer l'effet de réalité des panneaux. Il jouait ainsi en tout cas sur le contraste entre l'éclat de l'or des médaillons et celui des couleurs des deux panneaux.

#### Le portrait d'un artiste
L'organisation du dessin se fonde, comme pour le panneau de la Vierge, sur une géométrie très complexe mise en œuvre par Fouquet. En effet, l'ensemble du portrait peut être circonscrit dans un ensemble de deux pentagones inversés, dont les dimensions sont calculées selon le nombre d'or. Des lignes régulières, perlées de noir, parcourent à plusieurs endroits le visage, le cou et le vêtement du peintre : elles peuvent révéler des signes de ratés au moment de la cuisson de l'émail, mais cela pourrait être aussi des marques liées à l'utilisation du compas du peintre afin de positionner les lettres de son nom. Le visage, pour sa part, est inclus dans un triangle isocèle, dont les deux segments de même longueur longent les deux côtés de la figure. Cette organisation géométrique souligne ainsi l'œil (gauche) du peintre, organe primordial pour son art.

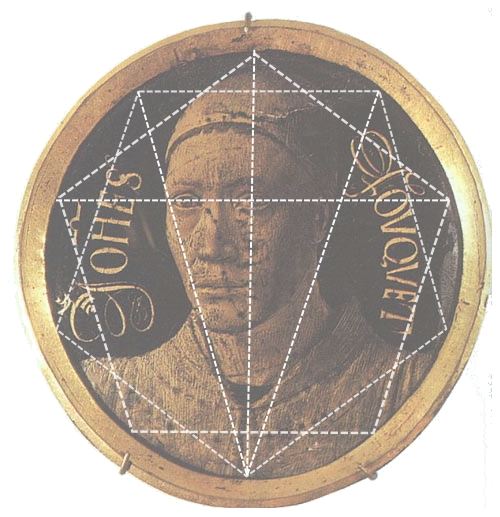
Composition géométrique de lAutoportrait : deux pentagones inversés centrés sur l'œil du peintre et formant un triangle autour de sa figure.

L'idée de se représenter en marge de son œuvre a peut-être été empruntée par Fouquet, là encore, à l'art italien. En effet, à la même époque, des sculpteurs florentins se font représenter ainsi : le Filarète, que Fouquet a rencontré, sur la porte de la basilique Saint-Pierre de Rome, Lorenzo Ghiberti sur la bordure de la porte du Paradis du baptistère Saint-Jean de Florence, lui aussi intégré dans un médaillon circulaire. Ils sont tous deux réalisés au même moment ou un peu avant le tableau de Fouquet.

Les influences italiennes dans les médaillons du diptyque
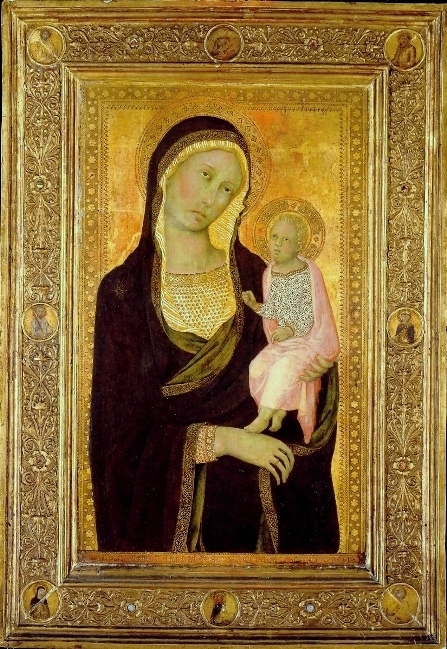
Madone à l'Enfant, Naddo Ceccarelli, 1347, collection particulière.
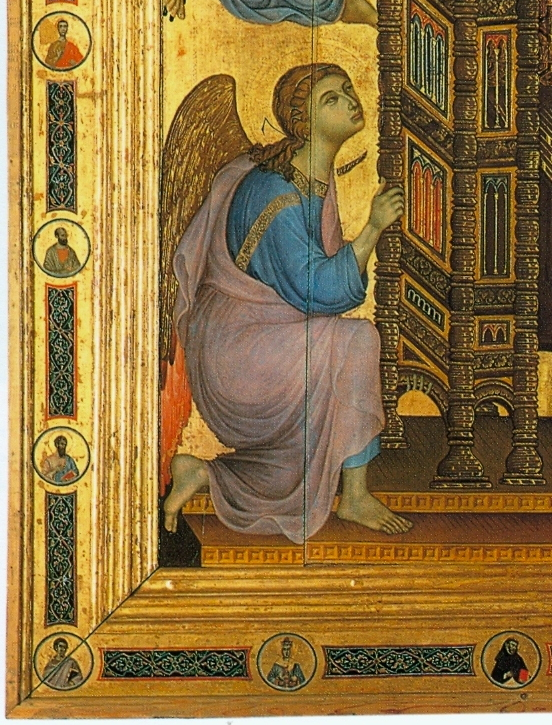
Détail des médaillons en bas à gauche du cadre de la Madone Rucellai.
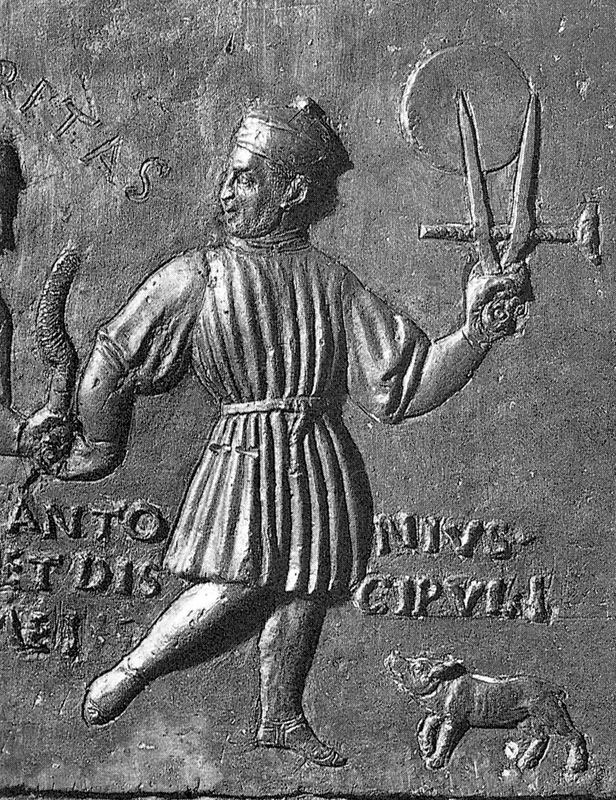
Autoportrait du Filarete. Porte de la basilique Saint-Pierre de Rome.
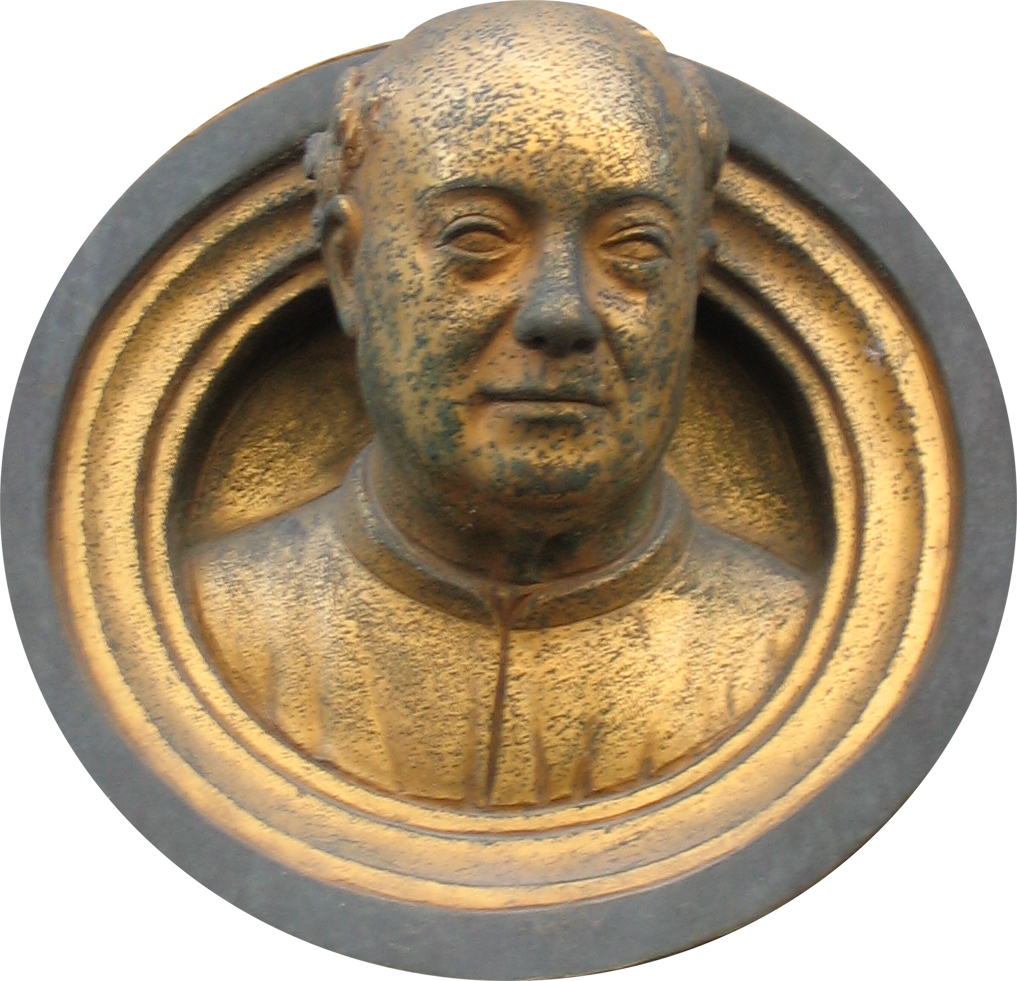
Autoportrait de Lorenzo Ghiberti sur la porte du paradis du baptistère de Florence.

## Postérité de l'œuvre

### La renommée de la Vierge et le portrait d'Agnès Sorel
L'œuvre doit être connue très tôt car de nombreuses reproductions apparaissent rapidement. Des représentations de la Vierge en sont directement inspirées, et ce dès le XVe siècle, tel qu'un petit vitrail de forme ronde conservé au musée Fenaille à Rodez. Des copies sont réalisées à partir d'autres copies du volet ou de variantes, produites par Jean Fouquet lui-même ou son atelier. Au moins une variante est connue de manière attestée : la radiographie du Portrait de Charles VII a fait apparaître en effet une Vierge au sein découvert, aux mêmes contours et de la même taille que celle du diptyque de Melun. Cette version lui est contemporaine voire antérieure. Dans le domaine de l'enluminure, plusieurs miniatures reprennent partiellement certains éléments de la Vierge de Melun : le voile couvrant la tête du Christ, retrouvé dans plusieurs enluminures, notamment dans les heures de Simon de Varye de Jean Fouquet lui-même (Bibliothèque royale des Pays-Bas, ms.74 G37a) ; la construction pyramidale de la figure de la Vierge, comme celle d'un livre d'heures à l'usage de Rome actuellement conservé au musée Calouste-Gulbenkian (ms. LA 135), ou encore la tête de la Vierge de forme ovoïde et légèrement inclinée, qui inspire à plusieurs reprises l'enlumineur Jean Colombe, notamment dans les Heures d'Anne de France (Pierpont Morgan Library, ms.677, f.98).

Vierges à l'Enfant d'inspiration commune au diptyque de Melun
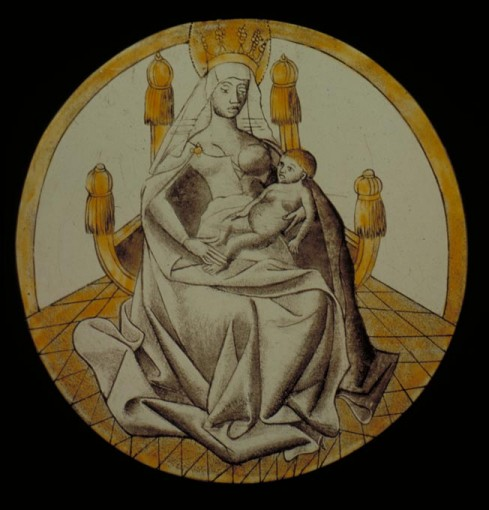
Peinture sur vitrail, seconde moitié du XVe siècle, musée Fenaille, Rodez.
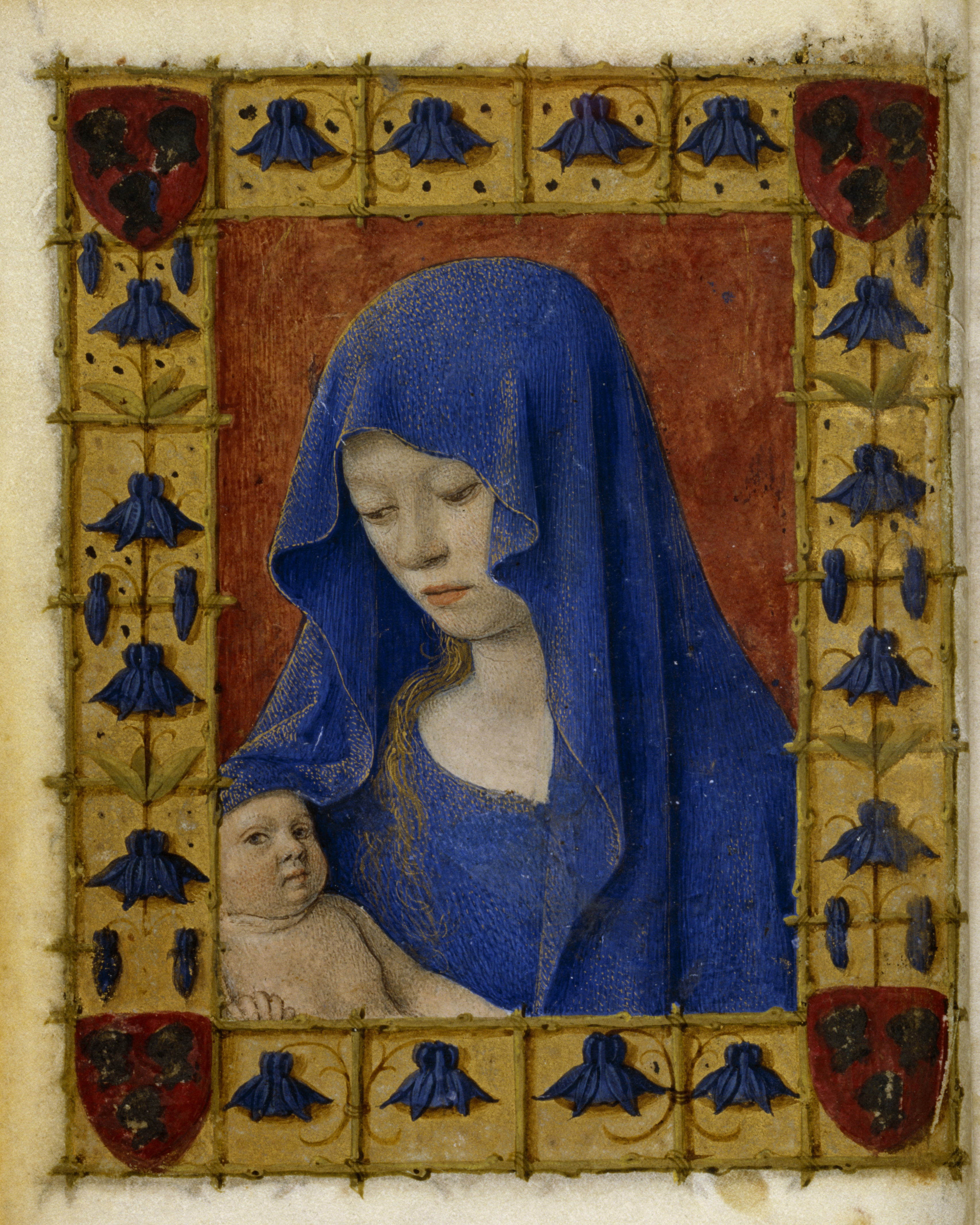
Miniature, Jean Fouquet, Heures de Simon de Varye, vers 1455, Bibliothèque royale des Pays-Bas, ms.74 G37a, f.1v.
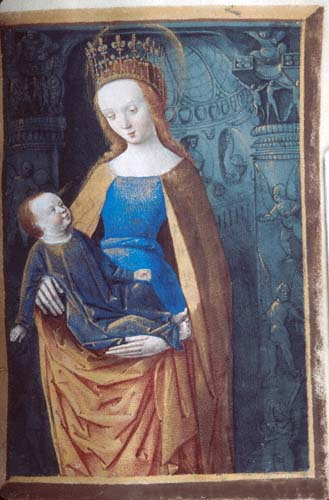
Miniature, Jean Colombe, Heures d'Anne de France, vers 1473, Pierpont Morgan Library, ms977, f.98.

C'est aussi en tant que portrait d'Agnès Sorel que le panneau retient l'attention. Le portrait est tellement célèbre qu'Henri IV tente de l'acheter pour la somme de 10 000 livres, sans succès. Il en fait peut-être réaliser une copie pour sa galerie des rois et reines de France qu'il fait aménager au palais du Louvre. Dès le XVIe siècle, des portraits de l'ancienne maîtresse royale sont réalisés, reproduisant le corsage ouvert et le sein gauche apparent. Une copie ancienne appartenait au XIXe siècle aux collections de la famille de Noailles au château de Mouchy : parfois attribuée à François Clouet, il la représente un livre à la main. Une autre se trouvait dans les collections du baron de Torcy, ayant appartenu à une branche de la famille Sorel. Charles Sorel, qui se dit descendant de la maîtresse royale, s'élève en 1640, contre les peintres qui représentent systématiquement son ancêtre la poitrine partiellement découverte, signe de la vivacité de l'iconographie à cette époque. Une copie célèbre signée Philippe Comairas est conservée au musée de l'Histoire de France au château de Versailles.

Portraits d'Agnès Sorel inspirés de la Vierge de Fouquet
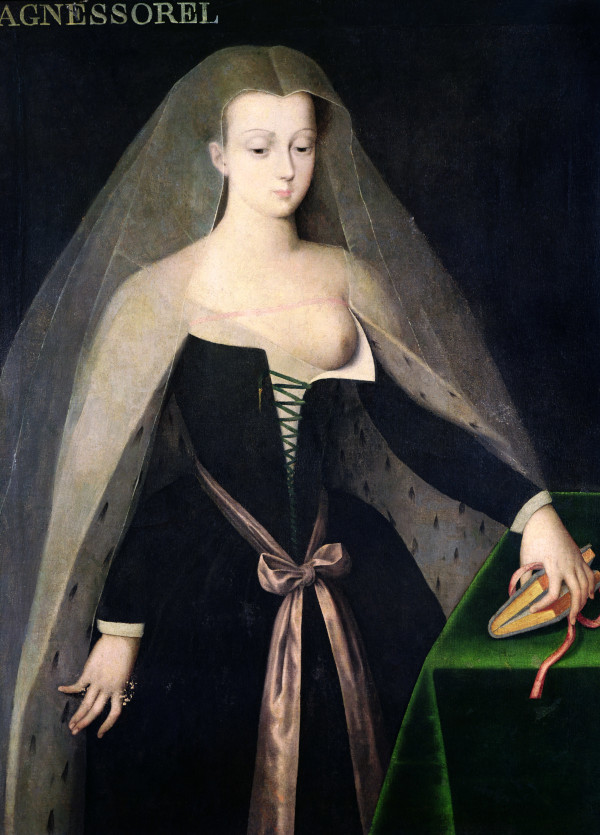
Portrait d'Agnès Sorel, anonyme, XVIe siècle, collection particulière.
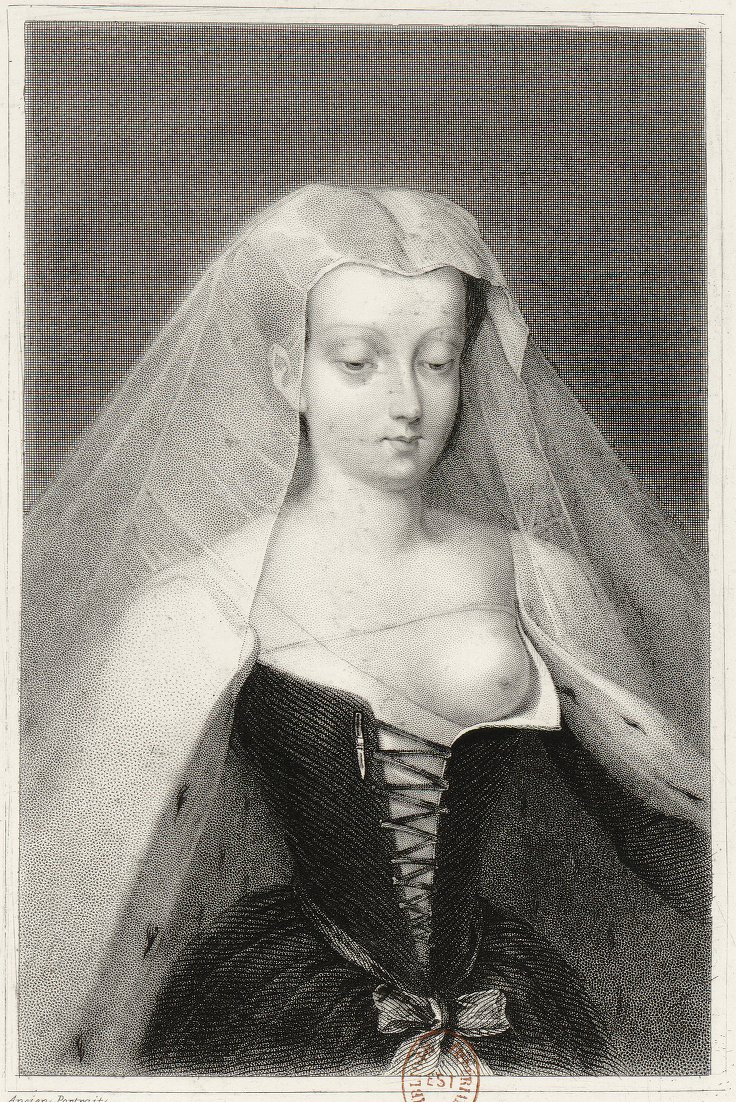
Agnès Sorel, estampe datée de 1754, Bibliothèque nationale de France.
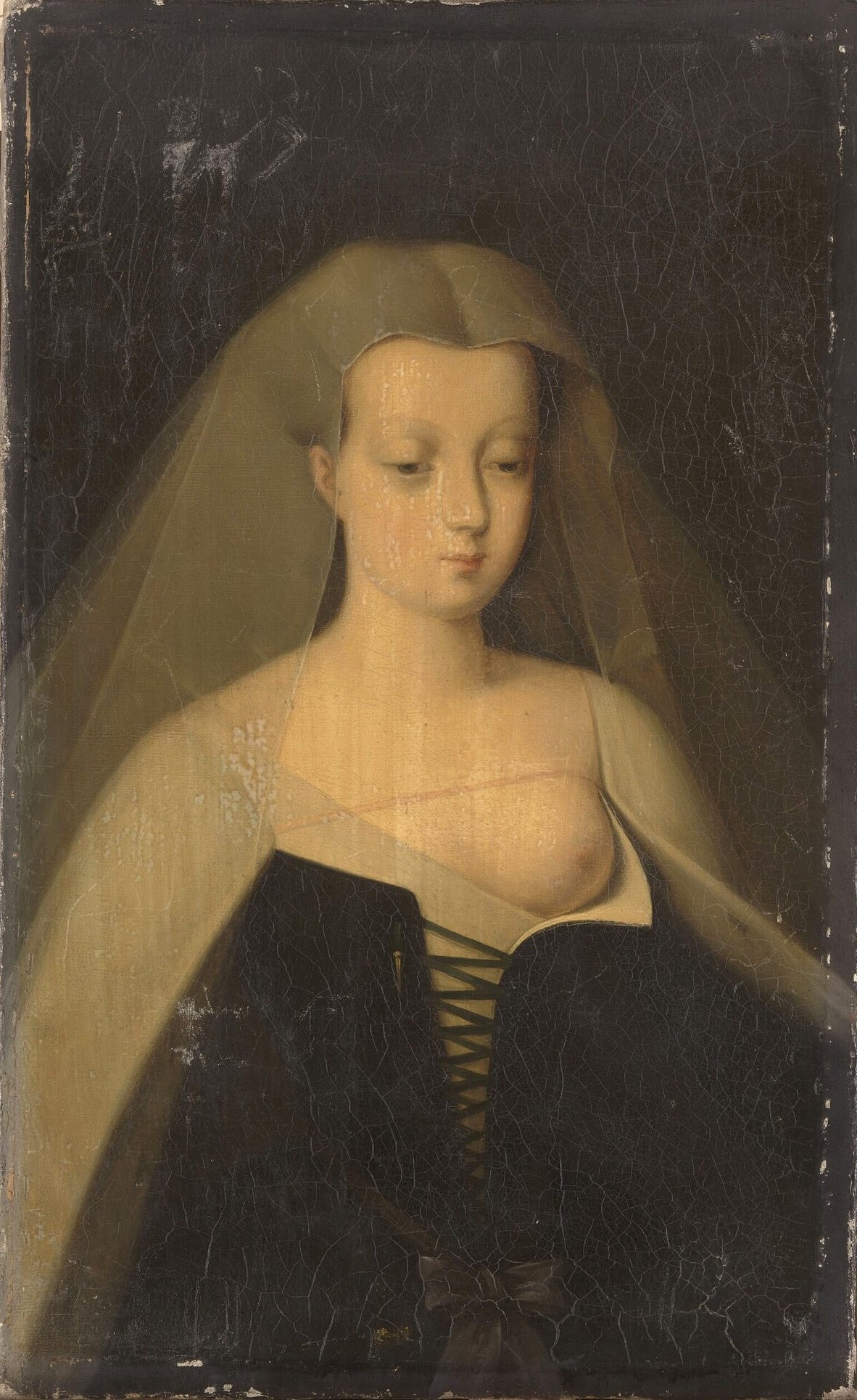
Agnès Sorel, dame de Beauté-sur-Marne, Philippe Comairas, 1833, Musée de l'Histoire de France (Versailles).

### L'influence sur les artistes modernes contemporains
L'œuvre continue d'impressionner et d'influencer les artistes modernes et contemporains. En 1946, Roger Bissière peint une Vénus blanche (collection particulière). Jean Hélion, pour sa part, déclare en 1984 : « J'ai épinglé au mur, durant ma vie d'abstraction, cette image pieuse, d'une dévotion toute laïque. J'avais, comme l'on sait, consacré mon abstraction par le signe orthogonal enseigné par Mondrian et Van Doesburg. Mais bientôt, j'y avais adjoint le péché d'une oblique et la volupté d'une courbe. (...) Il me semble que tout ce qui manquait à l'abstraction était là : un jeu subtil de courbes et de nuances, une combinaison d'à-plats et de volumes, un luxe sobre de détails, enfin, toute la vie ».
À une époque plus récente, la photographe américaine Cindy Sherman a réalisé un pastiche du tableau de la vierge dans sa série History Portraits/Old Masters (1988-1990) : pour sa photographie Untitled #216, elle se met elle-même en scène dans le personnage de la Vierge, utilisant de « faux nichons » pour reproduire l'effet de la poitrine,.

### L'exposition des éléments du diptyque

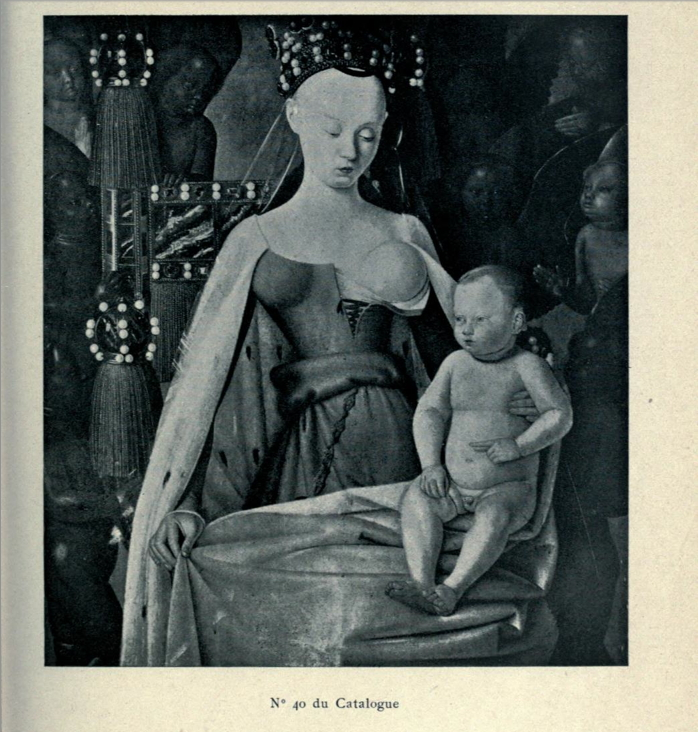
Reproduction du panneau de la Vierge dans le catalogue de l'exposition de 1904.

Depuis leur séparation, les éléments du diptyque n'ont été réunis qu'à de très rares occasions. C'est le cas pour la première fois en 1904 pour l'exposition consacrée aux primitifs français, qui se déroule au pavillon de Marsan. La réunion du diptyque est l'occasion de célébrer Fouquet comme un précurseur du génie de l'art français : « il est resté gothique, tout français, à peu près sans influence étrangère » précise le catalogue au sujet du volet de la Vierge d'Anvers. Cela n'empêche pas Joris-Karl Huysmans de la qualifier alors de « sépulcral » et d'« inconvenant ». Les panneaux sont de nouveaux exposés côte à côte en 1932 lors d'une exposition à Londres sur l'art français à la Royal Academy puis à Paris en 1937, sans l'Autoportrait, pour l'exposition des « Chefs-d'œuvre de l'art français ». Germain Bazin le décrit ainsi dans le catalogue : « Dans la Vierge du musée d'Anvers, qui est peut-être le chef-d'œuvre de l'art français, la simplification des formes est poussée jusqu'à l'abstraction (...) ; la suprême élégance du trait est la manifestation ultime de l'élégance linéaire du gothique ». Lors de la grande rétrospective consacrée à Fouquet en 2003 à la Bibliothèque nationale de France, qui a par ailleurs réuni la quasi-totalité des œuvres connues du peintre tourangeau, les musées d'Anvers et de Berlin n'ont pas prêté leurs panneaux respectifs. Seul l'autoportrait du Louvre est alors présenté,. En 2017-2018, quatre-vingts ans après, les deux panneaux sont de nouveaux réunis ainsi que le médaillon, lors d'une exposition à la Gemäldegalerie à Berlin spécifiquement consacrée au diptyque.
En dehors de son lieu d'exposition permanent, la Vierge à l'enfant entourée d'anges a été exposée seule en 1996 au Musée royal d'art ancien à Bruxelles, pour l'exposition « SOS peintures anciennes - Sauvegarde de 20 œuvres sur panneau », puis en 2002, au Groeningemuseum à Bruges pour l'exposition « Le siècle de Van Eyck - Le monde méditerranéen et les primitifs flamands, 1430-1530 ». Du 5 mai 2011 au 31 décembre 2012, le panneau est exposé au Museum aan de Stroom pendant le temps de fermeture du musée des beaux-arts d'Anvers pour travaux. L'Autoportrait a pour sa part été exposé au musée des beaux-arts de Tours en 1952 pour l'exposition « L'art du Val-de-Loire de Jean Fouquet à Jean Clouet », puis en 1955 à la Bibliothèque nationale de France pour l'exposition « Les manuscrits à peinture en France du XIIIe au XVIe siècle » et lors d'une exposition consacrée à « Jean Fouquet » au musée du Louvre en 1981.